# Transports en commun de Perpignan
Pour les articles homonymes, voir CTPM.
Sankéo, anciennement Compagnie de transports Perpignan Méditerranée abrégé en CTPM, est le réseau de transport en commun de la communauté urbaine Perpignan Méditerranée Métropole.
Le réseau est exploité dans le cadre d'une délégation de service public par Keolis Perpignan Méditerranée, filiale du groupe Keolis.
Il est constitué de:
- Lignes Pulséo (A, B, C et D),
- Lignes régulières,
- Lignes express,
- Navettes,
- Lignes spéciales,

ainsi que 350 services scolaires.
Il s'étend sur une desserte de 37 communes autour de Perpignan avec plus de 240 véhicules assurant les lignes régulière et scolaires.
Son dépôt est situé à Perpignan au chemin de la poudrière.

## Histoire des transports à Perpignan

### Du tramway au trolleybus et à l'autobus
Bien avant les autobus, la ville de Perpignan compta entre 1950 et 1955 un réseau de tramway qui posséda jusqu'à quatre lignes dont deux suburbaines vers Canet-en-Roussillon et Rivesaltes, progressivement mis en service entre 1900 et 1909.
Le développement croissant du trafic automobile provoque le déclin du réseau à partir des années 1930 avec la fermeture de la ligne de Rivesaltes en 1935 avant de connaître une hausse de fréquentation due à la Seconde Guerre mondiale et aux restrictions diverses.
La fréquentation était de 4,3 millions de voyageurs en 1923 contre deux millions une dizaine d'années auparavant. En 1930, la fréquentation n'était plus que de 2,3 millions de voyageurs annuel, soit à peine plus qu’en 1914.
À partir de 1940 la reprise du trafic fut considérable à la suite des nombreuses restrictions dont l'essence et la fréquentation augmenta à 3 millions de voyageurs en 1940, 4,7 millions en 1941, 6 millions en 1942 pour atteindre enfin 8 millions en 1945,.
Le 28 décembre 1951, la ville de Perpignan accepta la prolongation de la concession et de transformer le régime de la concession afin de permettre la modernisation du réseau, tandis que le déclin du tramway reprend avec le remplacement d'une des lignes urbaines par une ligne de trolleybus en 1952, le remplacement de la ligne du Canet en 1954 par des autocars et de l'ultime ligne urbaine en 1955, remplacée par des autobus, qui équipent d'autres lignes complètement inédites.
L'impact de cette réfection du réseau fut très positif puisque le trafic passa de 3,6 millions de voyageurs en 1954 à 6,25 millions de voyageurs en 1957. L'unique ligne de trolleybus ferme à son tour en juin 1968, remplacée par des autobus, victime elle-aussi de la hausse du trafic automobile.

### Les années 1970 à 1990

Logo de la Compagnie Têt Perpignan.

À la suite de la création fin 1969 d’un pôle marketing visant à offrir à la clientèle un service mieux adapté à ses besoins, la restructuration totale du réseau de septembre 1971 donna naissance à un réseau en étoile : à partir d’un arrêt situé sur les axes principaux, il était possible de se rendre dans deux directions différentes au-delà du Centre-Ville.
Cette opération permit de gagner à nouveau des voyageurs : de 6,8 millions en 1969, le trafic est passé à 8,8 millions en 1978.
Une nouvelle restructuration fut cependant opérée en septembre 1980 du fait de l’extension de certains quartiers et de la création de nouveaux ensembles. Ce réseau était caractérisé par un schéma de lignes plus classique que précédemment et permettant d’améliorer sensiblement la couverture de la ville (85 % de la population desservie à moins de 300 mètres). La fréquentation était en 1981 de plus de 9,3 millions de voyageurs.

### Les années 2000: L'ère CFT

Logo de la CTPM de 2014 à mai 2017.

En 1998, l'appel d'offre pour l'exploitation du réseau est remporté par la Corporation française de Transports qui devient le gestionnaire du réseau pour une durée de 9 ans renouvelable tous les 3 ans, puis en 2005 délégataire pour 9 autres années.
Ce changement d'exploitant se traduit notamment par le changement du système billettique avec l'apparition de la carte à puce RFID et des billets magnétiques, la mise en place du système d’aide à l’exploitation (SAE) avec positionnement des bus par GPS, en 2003 elle obtenait la norme de qualité ISO 9001-2000.
En 2004, le réseau est restructuré, la CTP (Compagnie Têt Perpignan) devient la CTPM (Compagnie de Transports Perpignan Méditerranée) à la suite de la création de la communauté d'agglomération Perpignan Méditerranée qui prend en charge l'organisation des transports en commun dans le cadre de ses compétences obligatoires. Les bus abandonnent leur ancienne livrée à bandes rouge et jaune, les couleurs catalanes, au profit de celles de l'agglomération (bleu, rouge, jaune et vert). Le réseau est équipé en 2006 d'un système d'information aux voyageurs à bord des bus, composé d'écrans (arrêts, déviations, manifestations sportives, etc.).
Le 1er janvier 2010, Perpignan Méditerranée passe de 24 à 26 communes en intégrant Ponteilla et Llupia, nécessitant la création de deux nouvelles lignes. Ces deux nouvelles communes sont aussi vite desservis par deux nouvelles lignes indicées 26 et 27.
Le 1er juillet 2010, Perpignan Méditerranée présente au public son projet de « Bus-Tram », un bus à haut niveau de service, et annonce la création d'une ligne dédiée de 10 km sur un trajet nord-sud ; un véhicule de la ligne T1 du « Tram-bus » de Nîmes est alors présenté. La mise en service des aménagements (voies réservées, priorité aux feux, etc.) s'effectue entre l'été 2011 et 2012, avec une fréquence annoncée d'un bus toutes les quatre minutes sur l'axe.
L'année suivante, le 1er janvier 2011, l'agglomération passe de 26 à 36 communes avec l'arrivée des neuf communes de l'ancienne communauté de communes du Rivesaltais-Agly-Manadeil et de la commune de Cabestany et sept lignes sont alors créées.
Le 2 janvier 2012, le réseau est intégralement revu et repensé, la numérotation des lignes change totalement ; ce réseau est celui en vigueur depuis cette date et jusqu'en 2018. Le 3 novembre 2012, une nouvelle agence commerciale ouvre au centre commercial de la gare TGV.
Le 9 mars 2013, les quatre premiers « bus-tram » sont mis en service sur la ligne 4 et inauguré officiellement. Le réseau est à nouveau adapté, en particulier la ligne 5 qui est profondément modifiée : La section entre CTPM et Espace Polygone, desservie qu'à certains services, devient une ligne à part entière, la «Navette Espace Polygone» ou NEP — qui fut supprimée par la suite —. La ligne 5 abandonne son tronçon entre Castillet et le centre commercial Porte d'Espagne au profit de la nouvelle ligne 11 et suit la ligne 10 jusqu'à Flandres-Dunkerque puis reprend la trajet de la ligne 8 qui est amputée de cette desserte ; la ligne 28 devient la «Navette Saint-Charles» ou NSC et création de deux arrêts à Perpignan et à Cap Roussillon.
Le 1er janvier 2016, la communauté d'agglomération devient une communauté urbaine, et conserve son statut d'autorité organisatrice de la mobilité. Le 14 mars suivant, à la suite de plusieurs incidents et des travaux en cours, une nouvelle Ligne 9B est créée. Elle dessert les quartiers de Mailloles et de Catalunya. La Ligne 9 a pour nouveau terminus la gare TGV.
En avril 2017, une grève d'une durée inédite perturbe fortement le fonctionnement du réseau. Les salariés dénoncent la dégradation de leurs conditions de travail et la vétusté des véhicules,.

### Sankéo, la nouvelle identité

Logo de Sankéo depuis 2017.

En avril 2017, Perpignan Méditerranée Métropole et le délégataire du réseau de transports publics Vectalia annoncent le changement de nom de la CTPM. Le nouveau nom Sankéo fait référence à l'expression identitaire catalane « sang et or » et s'accompagne d'un changement d'identité visuelle réalisé par l’agence Graphéine. Elle sera mise en place sur les véhicules et l'ensemble des éléments de communication progressivement et finalisée au début de l'année 2018.
Ce changement s'accompagne d'une nouvelle politique visant à « répondre aux enjeux majeurs de la transition énergétique » avec l'achat de nouveaux véhicules plus respectueux de l'environnement, « sécuriser les voyageurs et le personnel de conduite » avec notamment l'installation de vidéosurveillance et « installer une relation de proximité avec les voyageurs des transports publics ».
Une restructuration totale du réseau est présentée au public à partir du 1er juin 2018 et entre en vigueur le 3 septembre suivant. Cette restructuration s'opère dans la même logique et la même continuité voulue par la création de la marque Sankéo.
Le nouveau réseau est organisé autour de trois lignes structurantes A à C, correspondant respectivement aux anciennes lignes 4, 2 et 8 assurant 40 % de la fréquentation du réseau, avec une amplitude horaire étendue, une fréquence renforcée (10 minutes pour la ligne A contre 12 à 15 minutes pour la ligne 4, 15 minutes pour les lignes B et C contre 20 et 30 minutes pour les lignes 2 et 8) et la mise en place de quatre pôles de correspondances (Languedoc, Massilia, Lycée Maillol et Gare TGV) entre ces lignes et le reste du réseau,.
Le reste du réseau est composé de 24 lignes régulières (lignes 1 à 24) desservant toute l'agglomération, la numérotation est remise à plat à cette occasion ; les lignes 1, 7 et 9 à 24 sont sur tout ou partie de leur parcours exploitées en transport à la demande aux heures creuses et le week-end, soit les lignes desservant les secteurs de l'Agly, des Aspres et du littoral ; tous les jours en soirée, un transport à la demande est aussi mis en place entre la gare et l'aéroport,.
À ces lignes régulières s'ajoutent le Canet'On, le P'tit Bus, le Nit Bus, la NCMI, le train de Canet et l'Esti'Bus, si cette dernière est a priori l'ancienne ligne 36 estivale, les autres lignes sont la reconduction sous les mêmes dénominations des lignes spécifiques de l'ancien réseau.
Enfin, la desserte estivale des plages est revue afin de faire face à la hausse continue et importante de la fréquentation avec la mise en place de deux lignes express « Sankéo Plage » : l'une sur le trajet Gare TGV - Sainte-Marie-la-Mer - Torreilles - Le Barcarès et l'autre sur le trajet Gare TGV - Canet-en-Roussillon,. D'autre part, de nouveaux véhicules sont attendus dès 2025.

#### Évolution du réseau le1erjanvier 2024
Le 1er janvier 2024, le réseau évolue, avec la prolongation de plusieurs lignes, des modifications d'itinéraires, ainsi que la création de nouvelles lignes,,:
Changements sur les lignes Pulséo :
- La ligne A est prolongée jusqu'à Tecnosud 2 ;
- La ligne B est prolongée jusqu'à Roseraie, permettant de desservir les centres commerciaux Carré d’Or et Château Roussillon ;
- La ligne C dessert désormais les quartiers Poudrière, El Vivès et Vernet Salanque, en lieu et place des anciennes lignes 2 et 13 ;
- La ligne D voit le jour, reliant le quartier de Bas Vernet au centre-ville de Perpignan via le Pont d'Arago, remplaçant l'ancienne ligne 8 dans la partie Sud, en desservant la Zone Commerciale Porte d'Espagne, et terminant son trajet au quartier du Mas Rous, en alternance d'un départ sur deux, tandis qu'un nouvel arrêt est créé, nommé Tourné, faisant office de second terminus au sud de la ligne.

Changements sur les lignes régulières, notamment sur les désormais lignes principales 1, 2, 3 et 4, avec des fréquences de passage renforcées (1 bus toutes les 15 minutes aux heures de pointes, 30 minutes le reste de la journée) :
- La ligne 1 dessert désormais le quartier d'Orfila, nouveau terminus, ainsi que celui de Mas Ferrer (situés à Cabestany), en desservant notamment la zone commerciale Mas Guérido, ainsi que les centres commerciaux Carré d’Or et Château Roussillon, tous deux situés à Perpignan ;
- La ligne 2 est refondée, desservant désormais les communes de Baho, Pézilla-la-Rivière, Saint-Estève et Villeneuve-la-Rivière, les reliant à Perpignan via les boulevards Henri Poincaré, Kennedy et l’avenue d’Argelès, avant de desservir, une course sur deux, les communes de Saleilles et Villeneuve-de-la-Raho, tandis que la liaison entre les communes de Saint-Estève et Baixas est supprimée à cette date ;
- La ligne 3 voit son itinéraire simplifié, transférant la desserte des arrêts entre Levant et Las Bigues à la navette Canet'On et à la ligne scolaire 115 ;
- La ligne 4 voit sa fréquence de passage renforcée, avec 1 bus toutes les 15 minutes aux heures de pointes, ainsi qu'une meilleure desserte de la commune de Bompas, en desservant notamment son Centre Commercial, le Nord de la commune et le quartier de Palmeraie.

Enfin, 6 lignes Express voient le jour, en complément des dites lignes de maillage. Ces lignes Express circulent généralement en période scolaire, du lundi au vendredi les matins et soirs, permettant de relier plus rapidement et directement les communes éloignées au centre-ville de Perpignan.

#### Autres changements en 2024
Le 29 janvier 2024, la ligne scolaire 302 est convertie en ligne régulière dite de maillage et renumérotée ligne 26, reliant le Lycée Maillol de Perpignan au quartier de Bas Vernet.
Le 26 février 2024, les lignes 2, 5 et 5 Express sont modifiées,:
- La ligne 2 dessert désormais les arrêts Pêcheurs, Torcatis, Vauban, Clemenceau et Catalogne (Brasserie) en direction de Saleilles et Villeneuve-de-la-Raho, et les arrêts Catalogne (Point Chaud), Péri, Castillet et Théâtre de l’Archipel en direction de Pézilla-la-Rivière et Saint-Estève ;
- La ligne 5 est prolongée jusqu'à la Gare TGV, en desservant les arrêts Riquet, Cabrit, Gare SNCF, Conflent, Hôtel de Police et Robin ;
- La ligne 5 Express est prolongée jusqu'à la Gare TGV, sans arrêts intermédiaires.

Le 6 juillet 2024, les lignes 6 et 26 sont modifiées:
- La ligne 6 effectue désormais son terminus à la Gare TGV ;
- La ligne 26 est prolongée jusqu'à Chefdebien, en desservant le centre-ville de Perpignan et la Gare TGV.

#### Changements en 2025
Le 6 janvier 2025, la navette P'tit Bus est renommée Cœur de Ville, fonctionnant du lundi au samedi, de 8 h 30 à 19 h 20, en desservant les principaux lieux de vie du centre-ville de Perpignan.
Le 5 juillet 2025, la ligne 2 est prolongée de Pézilla-la-Rivière jusqu'à la commune de Corneilla-la-Rivière, permettant désormais jusqu'à 15 allers-retours par jours entre la commune et Perpignan. De plus, à partir du 1er septembre 2025, la nouvelle ligne 2 Express sera mise en service, permettant d'accéder à Perpignan de manière directe.

## Lignes du réseau
Le réseau Sankéo a pris son organisation actuelle dans le cadre de la restructuration du 3 septembre 2018, où une organisation en cinq familles de lignes a été instaurée :
- lignes Pulséo (A à D) ;
- lignes principales (1 à 4) ;
- lignes de maillages (5 à 26) ;
- lignes Express (2 à 12 Express) ;
- Navettes (Canet'On, Cœur de ville...).

Les correspondances entre les lignes Pulséo et complémentaires sont assurées à quatre pôles d'échanges : un en ville (Gare TGV) et trois aux portes de la ville (Languedoc, Massilia et Lycée Maillol).

### Communes desservies
- Baho
- Baixas
- Bompas
- Cabestany
- Calce
- Canet-en-Roussillon
- Canohès
- Cases-de-Pène
- Cassagnes
- Corneilla-la-Rivière
- Espira-de-l'Agly
- Estagel
- Le Barcarès
- Le Soler
- Llupia
- Montner
- Opoul
- Perpignan
- Peyrestortes
- Pézilla-la-Rivière
- Pollestres
- Ponteilla
- Rivesaltes
- Sainte-Marie-la-Mer
- Saint-Estève
- Saint-Féliu-d'Avall
- Saint-Hippolyte
- Saint-Laurent-de-la-Salanque
- Saint-Nazaire
- Saleilles
- Tautavel
- Torreilles
- Toulouges
- Villelongue-de-la-Salanque
- Villeneuve-de-la-Raho
- Villeneuve-la-Rivière
- Vingrau

### Transport Sur Réservation
En complément ou en remplacement du réseau régulier, une offre de transport à la demande baptisée Transport Sur Réservation (TSR) est proposée du lundi au vendredi de 9 h à 11 h 30 et de 14 h à 16 h 30, les samedis et vacances scolaires de 7 h à 19 h et les dimanches et fêtes, sur tout ou partie des lignes 1, 5 à 7, 9 à 15, 17 à 20 et 22.
Le TSR est découpé en trois zones :
- Zone de l'Agly : Cassagnes, Montner, Tautavel, Vingrau, Opoul, Calce ;
- Zone des Aspres : Llupia, Ponteilla ;
- Zone du littoral : Torreilles, Canet-en-Roussillon, Ste-Marie-La-Mer.

Du lundi au samedi, les trajets en TSR sont assurés de l'arrêt de montée à un autre arrêt situé dans la même zone ou vers un pôle d'échanges du réseau, variant selon la zone ; les dimanches et fêtes, le TSR suit systématiquement l'itinéraire de la ligne régulière qu'il remplace.
En soirée, et ce tous les jours, cinq départs entre 20 h 30 et 22 h 30 sont proposés au départ de la gare de Perpignan et de l'aéroport de Perpignan-Rivesaltes à destination de n'importe quel arrêt du réseau.

### Location de vélos
Le réseau Sankéo dispose depuis 2012 d'un service de location de vélos, nommé « AlterEco ».
Il se compose en 2018 de deux offres :
- AlterEco Mobilité : Location de vélo classique ou à assistance électrique, pour 1, 7 ou 30 jours à l'agence commerciale Sankéo Centre del Món, le coût de location varie selon la période et le type de vélo ;
- AlteEco Box : Un parc à vélos clos et sécurisé à la gare TGV, accessible en journée moyennant un abonnement trimestriel.

### Lignes Pulséo
| Ligne | Caractéristiques | Caractéristiques                                               | Caractéristiques                                               | Caractéristiques                                               | Caractéristiques                                               | Caractéristiques                                               | Caractéristiques                                               | Caractéristiques                                               | Caractéristiques                                               |
| A     | Languedoc ⥋ Parc des Sports / Tecnosud 2 (à certains services) | Languedoc ⥋ Parc des Sports / Tecnosud 2 (à certains services) | Languedoc ⥋ Parc des Sports / Tecnosud 2 (à certains services) | Languedoc ⥋ Parc des Sports / Tecnosud 2 (à certains services) | Languedoc ⥋ Parc des Sports / Tecnosud 2 (à certains services) | Languedoc ⥋ Parc des Sports / Tecnosud 2 (à certains services) | Languedoc ⥋ Parc des Sports / Tecnosud 2 (à certains services) | Languedoc ⥋ Parc des Sports / Tecnosud 2 (à certains services) | Languedoc ⥋ Parc des Sports / Tecnosud 2 (à certains services) |
| ----- | --- | -------------------------------------------------------------- | -------------------------------------------------------------- | -------------------------------------------------------------- | -------------------------------------------------------------- | -------------------------------------------------------------- | -------------------------------------------------------------- | -------------------------------------------------------------- | -------------------------------------------------------------- |
| A     | Ouverture / Fermeture 3 septembre 2018 / — | Longueur 10,5 km                                               | Durée 30 à 45 min                                              | Nb. d’arrêts 32                                                | Matériel Articulés Standards                                   | Jours de fonctionnement L, Ma, Me, J, V, S, D                  | Jour / Soir / Nuit / Fêtes O / O / N / O                       | Voy. / an —                                                    | Exploitant KPM                                                 |
| A     | Desserte : - Villes et lieux desservis : Perpignan (Espace Polygone Nord • Cimetière Haut-Vernet • Hôpital • Lycée Maillol • HLM Saint-Louis • Clemenceau • Université Via Domitia • Parc des Sports • Tecnosud). - Principaux arrêts desservis : Languedoc • Haut Vernet • Hôpital • Lycée Maillol • HLM Saint-Louis • Vauban • Castillet • Catalogne • Mercader • Campus • Parc des Sports • Tecnosud. - Pôles d'échanges desservis : Languedoc • Lycée Maillol. |                                                                |                                                                |                                                                |                                                                |                                                                |                                                                |                                                                |                                                                |
| A     | Autre : - Amplitudes horaires : La ligne fonctionne du lundi au samedi de 5 h 30 à 22 h 5 et les dimanches et fêtes de 8 h à 20 h. - Fréquence : - Du lundi au vendredi : - 10 minutes, de 7 h à 19 h environ. - 15 minutes, le reste du temps. - Dimanche : 40 minutes. - Particularités : - Du lundi au vendredi, de 7 h à 9 h et 16 h et 19 h environ, tous les bus ont pour terminus Tecnosud 2.                                                               |                                                                |                                                                |                                                                |                                                                |                                                                |                                                                |                                                                |                                                                |
| A     | Dernière actualisation : 1er janvier 2025 |                                                                |                                                                |                                                                |                                                                |                                                                |                                                                |                                                                |                                                                |
| B     | Roseraie ⥋ Cité Saint-Assiscle | Roseraie ⥋ Cité Saint-Assiscle                                 | Roseraie ⥋ Cité Saint-Assiscle                                 | Roseraie ⥋ Cité Saint-Assiscle                                 | Roseraie ⥋ Cité Saint-Assiscle                                 | Roseraie ⥋ Cité Saint-Assiscle                                 | Roseraie ⥋ Cité Saint-Assiscle                                 | Roseraie ⥋ Cité Saint-Assiscle                                 | Roseraie ⥋ Cité Saint-Assiscle                                 |
| B     | Ouverture / Fermeture 3 septembre 2018 / — | Longueur 9,7 km                                                | Durée 30 à 40 min                                              | Nb. d’arrêts 27                                                | Matériel Standards                                             | Jours de fonctionnement L, Ma, Me, J, V, S, D                  | Jour / Soir / Nuit / Fêtes O / O / N / O                       | Voy. / an —                                                    | Exploitant KPM                                                 |
| B     | Desserte : - Ville et lieux desservis : Perpignan (Carré d'Or • Clos-Banet • Lycée P. Picasso • Las Cobas • Place Cassanyes • Catalogne • Gare TGV • Cité St-Assiscle). - Principaux arrêts desservis : Carré d'Or • Massilia • Lycée P. Picasso • Cassanyes • Castillet • Catalogne • Gare TGV • Abbé Pierre • Cité St-Assiscle. - Gare et pôles d'échanges desservis : Gare TGV • Massilia.                                                                      |                                                                |                                                                |                                                                |                                                                |                                                                |                                                                |                                                                |                                                                |
| B     | Autre : - Amplitudes horaires : La ligne fonctionne du lundi au samedi de 6 h 30 à 21 h 15 et les dimanches et fêtes de 8 h 5 à 20 h 5 environ. - Fréquence : - Du lundi au samedi : - 15 minutes, de 7 h à 19 h 30 environ. - 20 minutes le reste du temps. - Dimanche : 40 minutes environ. - Particularités : En période scolaire des renforts sont assurés entre les arrêts Catalogne et Lycée P. Picasso.                                                     |                                                                |                                                                |                                                                |                                                                |                                                                |                                                                |                                                                |                                                                |
| B     | Dernière actualisation : 1er janvier 2025 |                                                                |                                                                |                                                                |                                                                |                                                                |                                                                |                                                                |                                                                |
| C     | Sankéo ⥋ Flandres Dunkerque | Sankéo ⥋ Flandres Dunkerque                                    | Sankéo ⥋ Flandres Dunkerque                                    | Sankéo ⥋ Flandres Dunkerque                                    | Sankéo ⥋ Flandres Dunkerque                                    | Sankéo ⥋ Flandres Dunkerque                                    | Sankéo ⥋ Flandres Dunkerque                                    | Sankéo ⥋ Flandres Dunkerque                                    | Sankéo ⥋ Flandres Dunkerque                                    |
| C     | Ouverture / Fermeture 3 septembre 2018 / — | Longueur 10 km                                                 | Durée 45 min                                                   | Nb. d’arrêts 29                                                | Matériel Standards                                             | Jours de fonctionnement L, Ma, Me, J, V, S, D                  | Jour / Soir / Nuit / Fêtes O / O / N / O                       | Voy. / an —                                                    | Exploitant KPM                                                 |
| C     | Desserte : - Villes et lieux desservis : Perpignan (Vernet Salanque • Clémenceau • Hôtel de Police • Gare TGV • Saint-Assiscle • Cimetière de l'Ouest • Université Via Domitia • Moulin à Vent). - Principaux arrêts desservis : Vauban • Castillet • Catalogne • Gare TGV • Cassin • Campus • Flandres Dunkerque. - Gare et pôles d'échanges desservis : Gare TGV                                                                                                 |                                                                |                                                                |                                                                |                                                                |                                                                |                                                                |                                                                |                                                                |
| C     | Autre : - Amplitudes horaires : La ligne fonctionne du lundi au samedi de 6 h 30 à 21 h 15 et les dimanches et fêtes de 7 h 55 à 20 h 10 environ. - Fréquence : - Du lundi au samedi : 20 minutes environ. - Dimanche : 1 h 30 environ. - Particularités : Du lundi au vendredi en période scolaire, et certains dimanches des renforts sont assurés entre les arrêts Gare TGV et Campus.                                                                          |                                                                |                                                                |                                                                |                                                                |                                                                |                                                                |                                                                |                                                                |
| C     | Dernière actualisation : 1er janvier 2025 |                                                                |                                                                |                                                                |                                                                |                                                                |                                                                |                                                                |                                                                |
| D     | Bas Vernet 4 ⥋ Baillat / Tourné | Bas Vernet 4 ⥋ Baillat / Tourné                                | Bas Vernet 4 ⥋ Baillat / Tourné                                | Bas Vernet 4 ⥋ Baillat / Tourné                                | Bas Vernet 4 ⥋ Baillat / Tourné                                | Bas Vernet 4 ⥋ Baillat / Tourné                                | Bas Vernet 4 ⥋ Baillat / Tourné                                | Bas Vernet 4 ⥋ Baillat / Tourné                                | Bas Vernet 4 ⥋ Baillat / Tourné                                |
| D     | Ouverture / Fermeture 1 janvier 2024 / — | Longueur 10,3 km                                               | Durée 40 min                                                   | Nb. d’arrêts 21                                                | Matériel Standards                                             | Jours de fonctionnement L, Ma, Me, J, V, S, D                  | Jour / Soir / Nuit / Fêtes O / O / N / O                       | Voy. / an —                                                    | Exploitant KPM                                                 |
| D     | Desserte : - Ville et lieux desservis : Perpignan (Bas Vernet • Catalogne (point chaud) • Lycée F. Arago • IUT • Avenue d'Espagne • Centre Commercial Porte d'Espagne • Bretonneau • Lotissement Porte d'Espagne). |                                                                |                                                                |                                                                |                                                                |                                                                |                                                                |                                                                |                                                                |
| D     | Autre : - Amplitudes horaires : La ligne fonctionne du lundi au samedi de 6 h 25 à 21 h 15 et les dimanches et fêtes de 8 h 15 à 20 h environ. - Fréquence : - Du lundi au samedi : 20 minutes. - Dimanche : 1 h 10 environ. - Particularités : Les terminus Baillat et Tourné sont desservit une fois sur deux. |                                                                |                                                                |                                                                |                                                                |                                                                |                                                                |                                                                |                                                                |
| D     | Dernière actualisation : 1er janvier 2025 |                                                                |                                                                |                                                                |                                                                |                                                                |                                                                |                                                                |                                                                |

### Lignes principales
| Ligne | Caractéristiques | Caractéristiques | Caractéristiques | Caractéristiques | Caractéristiques | Caractéristiques | Caractéristiques | Caractéristiques | Caractéristiques |
| 1     | Roseraie / Cabestany-Orfila ⥋ Le Soler / Saint-Féliu-d'Avall (à certaines heures) | Roseraie / Cabestany-Orfila ⥋ Le Soler / Saint-Féliu-d'Avall (à certaines heures)                                                              | Roseraie / Cabestany-Orfila ⥋ Le Soler / Saint-Féliu-d'Avall (à certaines heures)                                                              | Roseraie / Cabestany-Orfila ⥋ Le Soler / Saint-Féliu-d'Avall (à certaines heures)                                                              | Roseraie / Cabestany-Orfila ⥋ Le Soler / Saint-Féliu-d'Avall (à certaines heures)                                                              | Roseraie / Cabestany-Orfila ⥋ Le Soler / Saint-Féliu-d'Avall (à certaines heures)                                                              | Roseraie / Cabestany-Orfila ⥋ Le Soler / Saint-Féliu-d'Avall (à certaines heures)                                                              | Roseraie / Cabestany-Orfila ⥋ Le Soler / Saint-Féliu-d'Avall (à certaines heures)                                                              | Roseraie / Cabestany-Orfila ⥋ Le Soler / Saint-Féliu-d'Avall (à certaines heures)                                                              |
| ----- | --- | --- | --- | --- | --- | --- | --- | --- | --- |
| 1     | Ouverture / Fermeture 3 septembre 2018 / — | Longueur 29,5 km | Durée 83 min | Nb. d’arrêts 64 | Matériel Standards | Jours de fonctionnement L, Ma, Me, J, V, S, D                                                                                                  | Jour / Soir / Nuit / Fêtes O / N / N / O | Voy. / an — | Exploitant KPM |
| 1     | Desserte : Perpignan • Cabestany • Le Soler • Saint-Féliu-d'Avall - Principaux arrêts desservis : Roseraie • Mas Saint-Pierre • Médipôle • Mas Guérido • Lycée J. Lurçat • Vauban • Castillet • Catalogne • Gare SNCF • Clinique Saint-Pierre • Bruxelles • Parc Ducup • Route de Toulouges • Le Soler • Saint-Féliu d'Avall - Gares et pôles d'échanges desservis : Gare TGV • Gare de Saint-Féliu-d'Avall (via l'arrêt Route de Corbère) | | | | | | | | |
| 1     | Autre : - Amplitudes horaires : La ligne fonctionne du lundi au samedi de 6 h 45 à 20 h et les dimanches et fêtes de 9 h à 19 h. - Fréquence : - Du lundi au vendredi : - De 7 h à 9 h et de 16 h à 18 h 30 un bus toutes les 15 minutes. Le reste de la journée toutes les 30 minutes. - Dimanche : 1 h environ. - Particularités : - Le samedi, la ligne est limitée au terminus Le Soler. - Du lundi au vendredi en période scolaire, des renforts sont assurés entre les arrêts Lurçat et Catalogne et où jusqu'à Saint-Féliu-d'Avall. - Le dimanche elle est assurée par le Transport Sur Réservation. | | | | | | | | |
| 1     | Dernière actualisation : 7 août 2025 | | | | | | | | |
| 2     | Corneilla-la-Rivière / Pézilla-la-Rivière / Villeneuve-la-Rivière / Baho / Saint-Estève ⥋ Avenue d'Argelès / Saleilles / Villeneuve-de-la-Raho | Corneilla-la-Rivière / Pézilla-la-Rivière / Villeneuve-la-Rivière / Baho / Saint-Estève ⥋ Avenue d'Argelès / Saleilles / Villeneuve-de-la-Raho | Corneilla-la-Rivière / Pézilla-la-Rivière / Villeneuve-la-Rivière / Baho / Saint-Estève ⥋ Avenue d'Argelès / Saleilles / Villeneuve-de-la-Raho | Corneilla-la-Rivière / Pézilla-la-Rivière / Villeneuve-la-Rivière / Baho / Saint-Estève ⥋ Avenue d'Argelès / Saleilles / Villeneuve-de-la-Raho | Corneilla-la-Rivière / Pézilla-la-Rivière / Villeneuve-la-Rivière / Baho / Saint-Estève ⥋ Avenue d'Argelès / Saleilles / Villeneuve-de-la-Raho | Corneilla-la-Rivière / Pézilla-la-Rivière / Villeneuve-la-Rivière / Baho / Saint-Estève ⥋ Avenue d'Argelès / Saleilles / Villeneuve-de-la-Raho | Corneilla-la-Rivière / Pézilla-la-Rivière / Villeneuve-la-Rivière / Baho / Saint-Estève ⥋ Avenue d'Argelès / Saleilles / Villeneuve-de-la-Raho | Corneilla-la-Rivière / Pézilla-la-Rivière / Villeneuve-la-Rivière / Baho / Saint-Estève ⥋ Avenue d'Argelès / Saleilles / Villeneuve-de-la-Raho | Corneilla-la-Rivière / Pézilla-la-Rivière / Villeneuve-la-Rivière / Baho / Saint-Estève ⥋ Avenue d'Argelès / Saleilles / Villeneuve-de-la-Raho |
| 2     | Ouverture / Fermeture 1er janvier 2024 / — | Longueur — | Durée 20-90 min | Nb. d’arrêts 70 | Matériel Standards | Jours de fonctionnement L, Ma, Me, J, V, S, D                                                                                                  | Jour / Soir / Nuit / Fêtes O / N / N / O | Voy. / an — | Exploitant KPM |
| 2     | Desserte : Corneilla-la-Rivière • Pézilla-la-Rivière • Villeneuve-la-Rivière • Baho • Saint-Estève • Perpignan • Saleilles • Villeneuve-de-la-Raho - Principaux arrêts desservis : Corneilla-la-Rivière • Pézilla-la-Rivière • Villeneuve-la-Rivière • Baho • Saint-Estève • Vauban • Castillet • Catalogne • Mercader • Avenue d'Argelès • Mas Balande • Saleilles • Tecnosud 2 • Villeneuve-de-la-Raho | | | | | | | | |
| 2     | Autre : - Amplitudes horaires : La ligne fonctionne du lundi au samedi de 6 h 45 à 20 h et les dimanches et fêtes de 8 h à 19 h 40 - Fréquence : - Du lundi au vendredi : - De 7 h à 9 h et de 16 h à 19 h un bus toutes les 15 minutes entre Saint-Estève et Avenue d'Argelès. - Samedi : 20 à 30 minutes. - Dimanche : 1 h environ. - Particularités : La ligne à plusieurs terminus différents: - Vers le sud: Avenue d'Argelès (ne dessert pas l'arrêt Mas Balande), Saleilles où Villeneuve-de-la-Raho - Vers le nord: Saint-Estève où Saint-Estève Cliniques où Pézilla où Corneilla - Du lundi au vendredi en période scolaire, la ligne 2 Express vient en complément entre Corneilla-la-Rivière et Gare Routière Méditerranée. | | | | | | | | |
| 2     | Dernière actualisation : 7 août 2025 | | | | | | | | |
| 3     | Canet Sud ⥋ Gare TGV | Canet Sud ⥋ Gare TGV | Canet Sud ⥋ Gare TGV | Canet Sud ⥋ Gare TGV | Canet Sud ⥋ Gare TGV | Canet Sud ⥋ Gare TGV | Canet Sud ⥋ Gare TGV | Canet Sud ⥋ Gare TGV | Canet Sud ⥋ Gare TGV |
| 3     | Ouverture / Fermeture 3 septembre 2018 / — | Longueur 19,5 km | Durée 56 min | Nb. d’arrêts 39 | Matériel Articulés Standards | Jours de fonctionnement L, Ma, Me, J, V, S, D                                                                                                  | Jour / Soir / Nuit / Fêtes O / O / N / O | Voy. / an — | Exploitant KPM |
| 3     | Desserte : Perpignan • Canet-en-Roussillon - Principaux arrêts desservis : Canet Sud • Canet Plage • Europa • Canet Village • Château Roussillon • Massilia • St-Jacques • Wilson • Catalogne • Gare TGV - Gare et pôles d'échanges desservis : Massilia • Gare TGV | | | | | | | | |
| 3     | Autre : - Amplitudes horaires : La ligne fonctionne du lundi au vendredi de 6 h 40 à 20 h 30, le samedi de 6 h 35 à 21 h et les dimanches et fêtes de 8 h à 19 h 50 (en hiver). - Particularités : - Du lundi au vendredi en période scolaire, la ligne 3 Express vient en complément entre Canet Plage et Catalogne | | | | | | | | |
| 3     | Dernière actualisation : 7 août 2025 | | | | | | | | |
| 4     | Torreilles Plage / Bompas-Salanque ⥋ Toulouges / Canohès | Torreilles Plage / Bompas-Salanque ⥋ Toulouges / Canohès                                                                                       | Torreilles Plage / Bompas-Salanque ⥋ Toulouges / Canohès                                                                                       | Torreilles Plage / Bompas-Salanque ⥋ Toulouges / Canohès                                                                                       | Torreilles Plage / Bompas-Salanque ⥋ Toulouges / Canohès                                                                                       | Torreilles Plage / Bompas-Salanque ⥋ Toulouges / Canohès                                                                                       | Torreilles Plage / Bompas-Salanque ⥋ Toulouges / Canohès                                                                                       | Torreilles Plage / Bompas-Salanque ⥋ Toulouges / Canohès                                                                                       | Torreilles Plage / Bompas-Salanque ⥋ Toulouges / Canohès                                                                                       |
| 4     | Ouverture / Fermeture 3 septembre 2018 / — | Longueur 30 km | Durée 86 min | Nb. d’arrêts 65-70 | Matériel Standards | Jours de fonctionnement L, Ma, Me, J, V, S, D                                                                                                  | Jour / Soir / Nuit / Fêtes O / N / N / O | Voy. / an — | Exploitant KPM |
| 4     | Desserte : Torreilles • Bompas • Perpignan • Toulouges • Canohès - Principaux arrêts desservis : Torreilles • Torreilles Plage • Bompas • Parc des Expositions • Coquelicots • Vauban • Catalogne • Gare TGV • Route de Thuir • Pascot • Mas Puig-Sec • Toulouges • Canohès • Canohès-Caratg - Gare et pôles d'échanges desservis : Gare TGV | | | | | | | | |
| 4     | Autre : - Amplitudes horaires : La ligne fonctionne du lundi au samedi de 6 h 30 à 20 h, et les dimanches et fêtes de 9 h à 19 h environ. - Particularités : - Le terminus régulier est Canohès, certains services ont pour terminus Canohès-Caratg. - Les arrêts Formation, Pascot, Poste et Mas Puig-Sec ne sont desservis que quelques fois. - Du lundi au vendredi en période scolaire, la ligne 4 Express vient en complément entre Canohès, Toulouges et Catalogne. - Du lundi au vendredi et pendant les vacances, la ligne 12 Express, vient en complément entre Torreilles, Bompas et Catalogne. | | | | | | | | |
| 4     | Dernière actualisation : 7 août 2025 | | | | | | | | |

### Lignes de maillage

#### Lignes 5 à 9
| Ligne | Caractéristiques | Caractéristiques | Caractéristiques | Caractéristiques | Caractéristiques | Caractéristiques | Caractéristiques | Caractéristiques | Caractéristiques |
| 5     | Sainte-Marie Plage / Villelonge-de-la-Salanque / Bompas-Palmeraie ⥋ Gare TGV | Sainte-Marie Plage / Villelonge-de-la-Salanque / Bompas-Palmeraie ⥋ Gare TGV                                                           | Sainte-Marie Plage / Villelonge-de-la-Salanque / Bompas-Palmeraie ⥋ Gare TGV                                                           | Sainte-Marie Plage / Villelonge-de-la-Salanque / Bompas-Palmeraie ⥋ Gare TGV                                                           | Sainte-Marie Plage / Villelonge-de-la-Salanque / Bompas-Palmeraie ⥋ Gare TGV                                                           | Sainte-Marie Plage / Villelonge-de-la-Salanque / Bompas-Palmeraie ⥋ Gare TGV                                                           | Sainte-Marie Plage / Villelonge-de-la-Salanque / Bompas-Palmeraie ⥋ Gare TGV                                                           | Sainte-Marie Plage / Villelonge-de-la-Salanque / Bompas-Palmeraie ⥋ Gare TGV                                                           | Sainte-Marie Plage / Villelonge-de-la-Salanque / Bompas-Palmeraie ⥋ Gare TGV                                                           |
| ----- | --- | --- | --- | --- | --- | --- | --- | --- | --- |
| 5     | Ouverture / Fermeture 3 septembre 2018 / — | Longueur 19,6 km | Durée 51 min | Nb. d’arrêts 26 | Matériel Standards | Jours de fonctionnement L, Ma, Me, J, V, S, D                                                                                          | Jour / Soir / Nuit / Fêtes O / N / N / O                                                                                               | Voy. / an — | Exploitant KPM |
| 5     | Desserte : Sainte-Marie-la-Mer • Villelongue-de-la-Salanque • Bompas • Perpignan - Principaux arrêts desservis : Sainte-Marie Plage • Sainte-Marie • Villelongue-de-la-Salanque-Centre • Bompas-Palmeraie • Bompas-Poste • Don du Sang • Collège Pons • Vauban • Castillet • Catalogne • Gare TGV - Gare et pôle d'échanges desservi : Gare TGV | | | | | | | | |
| 5     | Autre : - Amplitudes horaires : La ligne fonctionne du lundi au vendredi de 6 h 45 à 20 h, le samedi de 7 h à 20 h. - Particularités : - Du lundi au vendredi et pendant les vacances, la ligne 5 Express, vient en complément entre Sainte-Marie-la-Mer, Villelongue-de-la-Salanque et Catalogne. - Les dimanches et fêtes, la ligne est assurée par le Transport Sur Réservation, entre Catalogne et Sainte-Marie Plage. | | | | | | | | |
| 5     | Dernière actualisation : 1 janvier 2025 | | | | | | | | |
| 6     | Baixas-Templiers / Peyrestortes / Aéroport ⥋ Gare TGV ou (Bon Secours) (Certains services) | Baixas-Templiers / Peyrestortes / Aéroport ⥋ Gare TGV ou (Bon Secours) (Certains services)                                             | Baixas-Templiers / Peyrestortes / Aéroport ⥋ Gare TGV ou (Bon Secours) (Certains services)                                             | Baixas-Templiers / Peyrestortes / Aéroport ⥋ Gare TGV ou (Bon Secours) (Certains services)                                             | Baixas-Templiers / Peyrestortes / Aéroport ⥋ Gare TGV ou (Bon Secours) (Certains services)                                             | Baixas-Templiers / Peyrestortes / Aéroport ⥋ Gare TGV ou (Bon Secours) (Certains services)                                             | Baixas-Templiers / Peyrestortes / Aéroport ⥋ Gare TGV ou (Bon Secours) (Certains services)                                             | Baixas-Templiers / Peyrestortes / Aéroport ⥋ Gare TGV ou (Bon Secours) (Certains services)                                             | Baixas-Templiers / Peyrestortes / Aéroport ⥋ Gare TGV ou (Bon Secours) (Certains services)                                             |
| 6     | Ouverture / Fermeture 3 septembre 2018 / — | Longueur 17 km | Durée 43 min | Nb. d’arrêts 42 | Matériel Standards Autocars | Jours de fonctionnement L, Ma, Me, J, V, S, D                                                                                          | Jour / Soir / Nuit / Fêtes O / N / N / O                                                                                               | Voy. / an — | Exploitant Keolis GEP Vidal |
| 6     | Desserte : Perpignan • Peyrestortes • Baixas - Principaux arrêts desservis : Templiers • Stade • Peyrestortes • Aéroport • Torremila • Clinique Mutualiste • Sacré Cœur • Lycée Maillol • Catalogne (point chaud) • Gare TGV - Gare et pôle d'échanges desservi : Gare TGV | | | | | | | | |
| 6     | Autre : - Amplitudes horaires : La ligne fonctionne du lundi au vendredi et pendant les vacances scolaire de 6 h à 19 h 30, le samedi de 7 h 30 à 19 h 30. - Particularités : - Depuis septembre 2024, en période scolaire, la ligne est prolongée jusqu'au Lycée Bon Secours à raison de deux fois. Et effectue quatre départs. - Du lundi au vendredi en période scolaire, la ligne 6 Express, vient en complément entre Baixas / Peyrestortes et Catalogne. - Les dimanches et fêtes, la ligne est assurée par le Transport Sur Réservation. | | | | | | | | |
| 6     | Dernière actualisation : 1 janvier 2025 | | | | | | | | |
| 7     | Diderot ⥋ Parc des Sports | Diderot ⥋ Parc des Sports | Diderot ⥋ Parc des Sports | Diderot ⥋ Parc des Sports | Diderot ⥋ Parc des Sports | Diderot ⥋ Parc des Sports | Diderot ⥋ Parc des Sports | Diderot ⥋ Parc des Sports | Diderot ⥋ Parc des Sports |
| 7     | Ouverture / Fermeture 1er janvier 2024 / — | Longueur 7 km | Durée 35 min | Nb. d’arrêts 27 | Matériel Midi bus | Jours de fonctionnement L, Ma, Me, J, V, S                                                                                             | Jour / Soir / Nuit / Fêtes O / N / N / N                                                                                               | Voy. / an — | Exploitant KPM |
| 7     | Desserte : Perpignan - Principaux arrêts desservis : Diderot • Coquelicots • Wilson • Vauban • Catalogne • Castillet • Palais des Rois de Majorque • Jean Moulin • Guynemer • Moulin à Vent • Parc des Sports | | | | | | | | |
| 7     | Autre : - Amplitudes horaires : La ligne fonctionne du lundi au samedi de 7 h à 19 h - Particularités : - Aucun services les dimanches | | | | | | | | |
| 7     | Dernière actualisation : 1 janvier 2025 | | | | | | | | |
| 8     | Cabestany ⥋ Catalogne | Cabestany ⥋ Catalogne | Cabestany ⥋ Catalogne | Cabestany ⥋ Catalogne | Cabestany ⥋ Catalogne | Cabestany ⥋ Catalogne | Cabestany ⥋ Catalogne | Cabestany ⥋ Catalogne | Cabestany ⥋ Catalogne |
| 8     | Ouverture / Fermeture 1er janvier 2024 / — | Longueur 10,5 km | Durée 30 min | Nb. d’arrêts 23 | Matériel Standards | Jours de fonctionnement L, Ma, Me, J, V                                                                                                | Jour / Soir / Nuit / Fêtes O / N / N / N                                                                                               | Voy. / an — | Exploitant KPM |
| 8     | Desserte : Perpignan • Cabestany - Principaux arrêts desservis : Catalogne • Wilson • Saint-Jacques • Massilia • Valiente • Teresa Rebull • Cabestany | | | | | | | | |
| 8     | Autre : - Amplitudes horaires : La ligne fonctionne du lundi au vendredi de 6 h 45 à 19 h 35 | | | | | | | | |
| 8     | Dernière actualisation : 1 janvier 2025 | | | | | | | | |
| 9     | Vingrau-Pas de l'Échelle / Tautavel / Estagel / Cases-de-Pène / Espira-de-l'Agly / Rivesaltes ⥋ Languedoc / Gare Routière Méditerranée | Vingrau-Pas de l'Échelle / Tautavel / Estagel / Cases-de-Pène / Espira-de-l'Agly / Rivesaltes ⥋ Languedoc / Gare Routière Méditerranée | Vingrau-Pas de l'Échelle / Tautavel / Estagel / Cases-de-Pène / Espira-de-l'Agly / Rivesaltes ⥋ Languedoc / Gare Routière Méditerranée | Vingrau-Pas de l'Échelle / Tautavel / Estagel / Cases-de-Pène / Espira-de-l'Agly / Rivesaltes ⥋ Languedoc / Gare Routière Méditerranée | Vingrau-Pas de l'Échelle / Tautavel / Estagel / Cases-de-Pène / Espira-de-l'Agly / Rivesaltes ⥋ Languedoc / Gare Routière Méditerranée | Vingrau-Pas de l'Échelle / Tautavel / Estagel / Cases-de-Pène / Espira-de-l'Agly / Rivesaltes ⥋ Languedoc / Gare Routière Méditerranée | Vingrau-Pas de l'Échelle / Tautavel / Estagel / Cases-de-Pène / Espira-de-l'Agly / Rivesaltes ⥋ Languedoc / Gare Routière Méditerranée | Vingrau-Pas de l'Échelle / Tautavel / Estagel / Cases-de-Pène / Espira-de-l'Agly / Rivesaltes ⥋ Languedoc / Gare Routière Méditerranée | Vingrau-Pas de l'Échelle / Tautavel / Estagel / Cases-de-Pène / Espira-de-l'Agly / Rivesaltes ⥋ Languedoc / Gare Routière Méditerranée |
| 9     | Ouverture / Fermeture 3 septembre 2018 / — | Longueur 87 km | Durée — | Nb. d’arrêts 35 | Matériel Autocars | Jours de fonctionnement L, Ma, Me, J, V, S, D                                                                                          | Jour / Soir / Nuit / Fêtes O / N / N / O                                                                                               | Voy. / an — | Exploitant Keolis GEP Vidal |
| 9     | Desserte : Vingrau • Tautavel • Estagel • Cases-de-Pène • Espira-de-l'Agly • Rivesaltes • Perpignan - Principaux arrêts desservis : Pas de l'Échelle • Vingrau • Tautavel • Collège Estagel • Estagel • Cases-de-Pène • Espira-de-l'Agly • Rivesaltes • Pressoir • Languedoc • Hôpital • Lycée Maillol • Gare Routière Méditerranée - Pôles d'échanges desservis : Languedoc • Lycée Maillol • Gare Routière Méditerranée | | | | | | | | |
| 9     | Autre : - Amplitudes horaires : La ligne fonctionne du lundi au vendredi de 6 h 20 à 19 h 30, le samedi de 6 h 25 à 19 h 30 et les dimanches et fêtes de 8 h 5 à 19 h environ. - Particularités : La ligne 9 compte de nombreuses variantes de tracé : - Trajets assurés de bout en bout, de Languedoc ou Gare Routière Méditerranée à Rivesaltes, Espira-de-l'Agly ou Collège d'Estagel ou encore de Languedoc à Pas de l'Échelle ; - Du lundi au samedi de 9 h à 11 h 30 et de 14 h à 16 h 30, les communes de Vingrau et Tautavel sont desservies par le Transport Sur Réservation ; - Les dimanches et fêtes, la ligne est assurée exclusivement par le Transport Sur Réservation, entre Gare Routière Méditerranée et Rivesaltes ou Pas de l'Échelle. | | | | | | | | |
| 9     | Dernière actualisation : 1 janvier 2025 | | | | | | | | |

#### Lignes 10 à 19
| Ligne | Caractéristiques | Caractéristiques                                                                        | Caractéristiques                                                                        | Caractéristiques                                                                        | Caractéristiques                                                                        | Caractéristiques                                                                        | Caractéristiques                                                                        | Caractéristiques                                                                        | Caractéristiques                                                                        |
| 10    | Le Barcarès / Saint-Laurent-de-la-Salanque / Saint-Hippolyte ⥋ Lycée Maillol / Gare TGV | Le Barcarès / Saint-Laurent-de-la-Salanque / Saint-Hippolyte ⥋ Lycée Maillol / Gare TGV | Le Barcarès / Saint-Laurent-de-la-Salanque / Saint-Hippolyte ⥋ Lycée Maillol / Gare TGV | Le Barcarès / Saint-Laurent-de-la-Salanque / Saint-Hippolyte ⥋ Lycée Maillol / Gare TGV | Le Barcarès / Saint-Laurent-de-la-Salanque / Saint-Hippolyte ⥋ Lycée Maillol / Gare TGV | Le Barcarès / Saint-Laurent-de-la-Salanque / Saint-Hippolyte ⥋ Lycée Maillol / Gare TGV | Le Barcarès / Saint-Laurent-de-la-Salanque / Saint-Hippolyte ⥋ Lycée Maillol / Gare TGV | Le Barcarès / Saint-Laurent-de-la-Salanque / Saint-Hippolyte ⥋ Lycée Maillol / Gare TGV | Le Barcarès / Saint-Laurent-de-la-Salanque / Saint-Hippolyte ⥋ Lycée Maillol / Gare TGV |
| ----- | --- | --------------------------------------------------------------------------------------- | --------------------------------------------------------------------------------------- | --------------------------------------------------------------------------------------- | --------------------------------------------------------------------------------------- | --------------------------------------------------------------------------------------- | --------------------------------------------------------------------------------------- | --------------------------------------------------------------------------------------- | --------------------------------------------------------------------------------------- |
| 10    | Ouverture / Fermeture 3 septembre 2018 / — | Longueur —                                                                              | Durée 88 min                                                                            | Nb. d’arrêts 44                                                                         | Matériel Autocars                                                                       | Jours de fonctionnement L, Ma, Me, J, V, S, D                                           | Jour / Soir / Nuit / Fêtes O / O / N / O                                                | Voy. / an —                                                                             | Exploitant POA                                                                          |
| 10    | Desserte : Le Barcarès • Saint-Laurent-de-la-Salanque • Saint-Hippolyte • Rivesaltes • Perpignan - Principaux arrêts desservis : Le Barcarès • Thalassa • Coudalère • Mairie (Le Barcarès) • Tamaris • Hôtel de Ville (Saint-Laurent) • Saint-Hippolyte • Cap Roussillon • Languedoc • Lycée Maillol • Catalogne (point chaud) • Gare TGV - Gare et pôles d'échanges desservis : Gare TGV • Languedoc • Lycée Maillol |                                                                                         |                                                                                         |                                                                                         |                                                                                         |                                                                                         |                                                                                         |                                                                                         |                                                                                         |
| 10    | Autre : - Amplitudes horaires : La ligne fonctionne du lundi au samedi de 6 h 20 à 20 h - Particularités : - L'arrêt Thalassa permet de faire correspondance avec la ligne 15 du réseau Citibus via l'arrêt Cinéma de ce dernier (situé au même endroit) - Les arrêts Gare TGV et Catalogne ne sont desservis qu'aux heures de pointe. Les correspondances se font à l'arrêt Languedoc où Lycée Maillol avec la ligne A ; - Certains services, ne desservent pas Saint-Hippolyte ni Cap Roussillon, ils sont assurés par la ligne 11 ; - Les dimanches et fêtes, la ligne est assurée par le Transport Sur Réservation, entre Gare TGV et Le Barcarès. - Eté: ligne 10 et 10 Express départs et arrivées uniquement depuis la Gare multimodale liO . |                                                                                         |                                                                                         |                                                                                         |                                                                                         |                                                                                         |                                                                                         |                                                                                         |                                                                                         |
| 10    | Dernière actualisation : 1 janvier 2025 |                                                                                         |                                                                                         |                                                                                         |                                                                                         |                                                                                         |                                                                                         |                                                                                         |                                                                                         |
| 11    | Saint-Laurent-de-la-Salanque / Saint-Hippolyte ⥋ Gare TGV | Saint-Laurent-de-la-Salanque / Saint-Hippolyte ⥋ Gare TGV                               | Saint-Laurent-de-la-Salanque / Saint-Hippolyte ⥋ Gare TGV                               | Saint-Laurent-de-la-Salanque / Saint-Hippolyte ⥋ Gare TGV                               | Saint-Laurent-de-la-Salanque / Saint-Hippolyte ⥋ Gare TGV                               | Saint-Laurent-de-la-Salanque / Saint-Hippolyte ⥋ Gare TGV                               | Saint-Laurent-de-la-Salanque / Saint-Hippolyte ⥋ Gare TGV                               | Saint-Laurent-de-la-Salanque / Saint-Hippolyte ⥋ Gare TGV                               | Saint-Laurent-de-la-Salanque / Saint-Hippolyte ⥋ Gare TGV                               |
| 11    | Ouverture / Fermeture 3 septembre 2018 / — | Longueur —                                                                              | Durée 59 min                                                                            | Nb. d’arrêts 22                                                                         | Matériel Autocars                                                                       | Jours de fonctionnement L, Ma, Me, J, V, S, D                                           | Jour / Soir / Nuit / Fêtes O / N / N / O                                                | Voy. / an —                                                                             | Exploitant POA                                                                          |
| 11    | Desserte : Saint-Laurent-de-la-Salanque • Saint-Hippolyte • Rivesaltes • Perpignan - Principaux arrêts desservis : Saint-Laurent-de-la-Salanque • Poste • Saint-Hippolyte • Cap Roussillon • Languedoc • Catalogne (Point Chaud) • Gare TGV - Gare et pôles d'échanges desservis : Gare TGV • Languedoc |                                                                                         |                                                                                         |                                                                                         |                                                                                         |                                                                                         |                                                                                         |                                                                                         |                                                                                         |
| 11    | Autre : - Amplitudes horaires : La ligne fonctionne du lundi au samedi de 6 h 40 à 9 h et de 16 h à 19 h 20 - Particularités : - Le premier départ en semaine vers Perpignan ne dessert pas Cap Roussillon ; - Les dimanches et fêtes, la ligne est assurée exclusivement par le Transport Sur Réservation. |                                                                                         |                                                                                         |                                                                                         |                                                                                         |                                                                                         |                                                                                         |                                                                                         |                                                                                         |
| 11    | Dernière actualisation : 1 janvier 2025 |                                                                                         |                                                                                         |                                                                                         |                                                                                         |                                                                                         |                                                                                         |                                                                                         |                                                                                         |
| 15    | Castillet / Vauban ⥋ Pollestres | Castillet / Vauban ⥋ Pollestres                                                         | Castillet / Vauban ⥋ Pollestres                                                         | Castillet / Vauban ⥋ Pollestres                                                         | Castillet / Vauban ⥋ Pollestres                                                         | Castillet / Vauban ⥋ Pollestres                                                         | Castillet / Vauban ⥋ Pollestres                                                         | Castillet / Vauban ⥋ Pollestres                                                         | Castillet / Vauban ⥋ Pollestres                                                         |
| 15    | Ouverture / Fermeture 3 septembre 2018 / — | Longueur —                                                                              | Durée 29/37 min                                                                         | Nb. d’arrêts 30                                                                         | Matériel Standards                                                                      | Jours de fonctionnement L, Ma, Me, J, V, S, D                                           | Jour / Soir / Nuit / Fêtes O / N / N / O                                                | Voy. / an —                                                                             | Exploitant KPM                                                                          |
| 15    | Desserte : Perpignan • Pollestres - Principaux arrêts desservis : Vauban • Castillet • Catalogne • Mercader • IUT • Gérone • Bretonneau • Europe • Pollestres |                                                                                         |                                                                                         |                                                                                         |                                                                                         |                                                                                         |                                                                                         |                                                                                         |                                                                                         |
| 15    | Autre : - Amplitudes horaires : La ligne fonctionne du lundi au samedi de 6 h 45 à 19 h 30 - Particularités : - Le départ de Vauban 1 à 15 h à pour terminus Europe - Les dimanches et fêtes, la ligne est assurée exclusivement par le Transport Sur Réservation. |                                                                                         |                                                                                         |                                                                                         |                                                                                         |                                                                                         |                                                                                         |                                                                                         |                                                                                         |
| 15    | Dernière actualisation : 1 janvier 2025 |                                                                                         |                                                                                         |                                                                                         |                                                                                         |                                                                                         |                                                                                         |                                                                                         |                                                                                         |
| 16    | Cap Roussillon ⥋ Rivesaltes / Languedoc | Cap Roussillon ⥋ Rivesaltes / Languedoc                                                 | Cap Roussillon ⥋ Rivesaltes / Languedoc                                                 | Cap Roussillon ⥋ Rivesaltes / Languedoc                                                 | Cap Roussillon ⥋ Rivesaltes / Languedoc                                                 | Cap Roussillon ⥋ Rivesaltes / Languedoc                                                 | Cap Roussillon ⥋ Rivesaltes / Languedoc                                                 | Cap Roussillon ⥋ Rivesaltes / Languedoc                                                 | Cap Roussillon ⥋ Rivesaltes / Languedoc                                                 |
| 16    | Ouverture / Fermeture 3 septembre 2018 / — | Longueur —                                                                              | Durée 15 ou 40 min                                                                      | Nb. d’arrêts 22                                                                         | Matériel Standard                                                                       | Jours de fonctionnement L, Ma, Me, J, V, S                                              | Jour / Soir / Nuit / Fêtes O / N / N / N                                                | Voy. / an —                                                                             | Exploitant Keolis GEP Vidal                                                             |
| 16    | Desserte : Rivesaltes • Perpignan - Principaux arrêts desservis : Cap Roussillon • Centre Commercial • Péage A9 • Espace Entreprises • Rivesaltes • Lycée Agricole • Pressoir • Languedoc - Pôle d'échanges desservis : Languedoc |                                                                                         |                                                                                         |                                                                                         |                                                                                         |                                                                                         |                                                                                         |                                                                                         |                                                                                         |
| 16    | Autre : - Amplitudes horaires : La ligne fonctionne du lundi au samedi de 7 h 55 à 19 h 10 environ. - Particularités : - En heures de pointe, la ligne est prolongée jusqu'au terminus Languedoc correspondance avec la ligne A ; - Certains services font un crochet par l'Espace entreprises, pour certains en plus du prolongement ci-dessus. |                                                                                         |                                                                                         |                                                                                         |                                                                                         |                                                                                         |                                                                                         |                                                                                         |                                                                                         |
| 16    | Dernière actualisation : 1 janvier 2025 |                                                                                         |                                                                                         |                                                                                         |                                                                                         |                                                                                         |                                                                                         |                                                                                         |                                                                                         |
| 17    | Cassagnes / Montner ⥋ Estagel | Cassagnes / Montner ⥋ Estagel                                                           | Cassagnes / Montner ⥋ Estagel                                                           | Cassagnes / Montner ⥋ Estagel                                                           | Cassagnes / Montner ⥋ Estagel                                                           | Cassagnes / Montner ⥋ Estagel                                                           | Cassagnes / Montner ⥋ Estagel                                                           | Cassagnes / Montner ⥋ Estagel                                                           | Cassagnes / Montner ⥋ Estagel                                                           |
| 17    | Ouverture / Fermeture 3 septembre 2018 / — | Longueur —                                                                              | Durée 20 min                                                                            | Nb. d’arrêts 4                                                                          | Matériel —                                                                              | Jours de fonctionnement L, Ma, Me, J, V, S, D                                           | Jour / Soir / Nuit / Fêtes O / N / N / O                                                | Voy. / an —                                                                             | Exploitant —                                                                            |
| 17    | Desserte : Cassagnes • Latour-de-France • Montner • Estagel - Principaux arrêts desservis : Cassagnes • Place du Marché • Montner • Collège d'Estagel • Estagel |                                                                                         |                                                                                         |                                                                                         |                                                                                         |                                                                                         |                                                                                         |                                                                                         |                                                                                         |
| 17    | Autre : - Amplitudes horaires : La ligne fonctionne du lundi au vendredi de 6 h 15 à 19 h 35 environ. - Particularités : - Du lundi au vendredi, la ligne dessert le hameau de Cuxous et le collège d'Estagel à certains services ; - Du lundi au vendredi de 9 h à 11 h 30 et 14 h à 16 h 30, les samedis et vacances scolaires de 7 h à 19 h et les dimanches et fêtes, la ligne est assurée exclusivement par le Transport Sur Réservation. |                                                                                         |                                                                                         |                                                                                         |                                                                                         |                                                                                         |                                                                                         |                                                                                         |                                                                                         |
| 17    | Dernière actualisation : 1 janvier 2025 |                                                                                         |                                                                                         |                                                                                         |                                                                                         |                                                                                         |                                                                                         |                                                                                         |                                                                                         |
| 18    | Baixas-Stade ⥋ Calce Village | Baixas-Stade ⥋ Calce Village                                                            | Baixas-Stade ⥋ Calce Village                                                            | Baixas-Stade ⥋ Calce Village                                                            | Baixas-Stade ⥋ Calce Village                                                            | Baixas-Stade ⥋ Calce Village                                                            | Baixas-Stade ⥋ Calce Village                                                            | Baixas-Stade ⥋ Calce Village                                                            | Baixas-Stade ⥋ Calce Village                                                            |
| 18    | Ouverture / Fermeture 3 septembre 2018 / — | Longueur —                                                                              | Durée 10 min                                                                            | Nb. d’arrêts 5                                                                          | Matériel MiniBus                                                                        | Jours de fonctionnement L, Ma, Me, J, V, S, D                                           | Jour / Soir / Nuit / Fêtes O / N / N / O                                                | Voy. / an —                                                                             | Exploitant Keolis GEP Vidal                                                             |
| 18    | Desserte : Calce • Baixas - Principaux arrêts desservis : Stade • Cayrol • Templiers • Faratjal • Calce Village |                                                                                         |                                                                                         |                                                                                         |                                                                                         |                                                                                         |                                                                                         |                                                                                         |                                                                                         |
| 18    | Autre : - Amplitudes horaires : La ligne fonctionne du lundi au vendredi de 6 h 40 à 19 h 20 - Particularités : Du lundi au vendredi de 9 h à 11 h 30 et 14 h à 16 h 30, les samedis et vacances scolaires de 7 h à 19 h et les dimanches et fêtes, la ligne est assurée exclusivement par le Transport Sur Réservation. |                                                                                         |                                                                                         |                                                                                         |                                                                                         |                                                                                         |                                                                                         |                                                                                         |                                                                                         |
| 18    | Dernière actualisation : 1 janvier 2025 |                                                                                         |                                                                                         |                                                                                         |                                                                                         |                                                                                         |                                                                                         |                                                                                         |                                                                                         |
| 19    | Opoul ⥋ Gare Routière Méditerranée | Opoul ⥋ Gare Routière Méditerranée                                                      | Opoul ⥋ Gare Routière Méditerranée                                                      | Opoul ⥋ Gare Routière Méditerranée                                                      | Opoul ⥋ Gare Routière Méditerranée                                                      | Opoul ⥋ Gare Routière Méditerranée                                                      | Opoul ⥋ Gare Routière Méditerranée                                                      | Opoul ⥋ Gare Routière Méditerranée                                                      | Opoul ⥋ Gare Routière Méditerranée                                                      |
| 19    | Ouverture / Fermeture 3 septembre 2018 / — | Longueur —                                                                              | Durée entre 1h & 30 min                                                                 | Nb. d’arrêts 28 ou 32                                                                   | Matériel Autocars                                                                       | Jours de fonctionnement L, Ma, Me, J, V, D                                              | Jour / Soir / Nuit / Fêtes O / N / N / O                                                | Voy. / an —                                                                             | Exploitant Keolis GEP Vidal                                                             |
| 19    | Desserte : Opoul-Périllos • Rivesaltes • Perpignan - Principaux arrêts desservis : Opoul • Romarins • Place • Cami de Vingrau • Rivesaltes • Lycée Agricole • Collège Joffre • Languedoc • Hôpital • Lycée Maillol • Sacré Cœur • Gare Routière Méditerranée - Pôles d'échanges desservis : Languedoc • Lycée Maillol • Gare Routière Méditerranée |                                                                                         |                                                                                         |                                                                                         |                                                                                         |                                                                                         |                                                                                         |                                                                                         |                                                                                         |
| 19    | Autre : - Amplitudes horaires : La ligne fonctionne du lundi au vendredi de 6 h 35 à 8 h 55 et de 16 h à 19 h 20 - Particularités : La ligne 19 compte de nombreuses variantes de tracé : - Certains services ont pour terminus le Collège Joffre, et enfin plusieurs d'entre eux parcourent la quasi-totalité de la ligne ; - Certains services circulent certains jours et desservent quelques arrêts - Du lundi au vendredi de 9 h à 11 h 30 et 14 h à 16 h 30, les samedis et vacances scolaires de 7 h à 19 h et les dimanches et fêtes, la ligne est assurée exclusivement par le Transport Sur Réservation entre Opoul et Rivesaltes. |                                                                                         |                                                                                         |                                                                                         |                                                                                         |                                                                                         |                                                                                         |                                                                                         |                                                                                         |
| 19    | Dernière actualisation : 1 janvier 2025 |                                                                                         |                                                                                         |                                                                                         |                                                                                         |                                                                                         |                                                                                         |                                                                                         |                                                                                         |

#### Lignes 20 à 26
| Ligne | Caractéristiques | Caractéristiques                                            | Caractéristiques                                            | Caractéristiques                                            | Caractéristiques                                            | Caractéristiques                                            | Caractéristiques                                            | Caractéristiques                                            | Caractéristiques                                            |
| 20    | Llupia / Ponteilla / Nyls ⥋ Gare Routière Méditerranée | Llupia / Ponteilla / Nyls ⥋ Gare Routière Méditerranée      | Llupia / Ponteilla / Nyls ⥋ Gare Routière Méditerranée      | Llupia / Ponteilla / Nyls ⥋ Gare Routière Méditerranée      | Llupia / Ponteilla / Nyls ⥋ Gare Routière Méditerranée      | Llupia / Ponteilla / Nyls ⥋ Gare Routière Méditerranée      | Llupia / Ponteilla / Nyls ⥋ Gare Routière Méditerranée      | Llupia / Ponteilla / Nyls ⥋ Gare Routière Méditerranée      | Llupia / Ponteilla / Nyls ⥋ Gare Routière Méditerranée      |
| ----- | --- | ----------------------------------------------------------- | ----------------------------------------------------------- | ----------------------------------------------------------- | ----------------------------------------------------------- | ----------------------------------------------------------- | ----------------------------------------------------------- | ----------------------------------------------------------- | ----------------------------------------------------------- |
| 20    | Ouverture / Fermeture 3 septembre 2018 / — | Longueur —                                                  | Durée 45 min                                                | Nb. d’arrêts 20                                             | Matériel —                                                  | Jours de fonctionnement L, Ma, Me, J, V, S, D               | Jour / Soir / Nuit / Fêtes O / N / N / O                    | Voy. / an —                                                 | Exploitant Keolis Transports Pagès                          |
| 20    | Desserte : Perpignan • Pollestres • Ponteilla • Llupia - Principaux arrêts desservis : Gare Routière Méditerranée • IUT • Europe • Nyls • Ponteilla • Llupia Mimosas - Pôle d'échanges desservis : Gare Routière Méditerranée |                                                             |                                                             |                                                             |                                                             |                                                             |                                                             |                                                             |                                                             |
| 20    | Autre : - Amplitudes horaires : La ligne fonctionne du lundi au vendredi à raison de trois/quatre allers-retours par jour - Particularités : - Le mercredi, un départ est ajouté à 12 h 35 vers Llupia et un retour à 13 h 25 vers la Gare Routière Méditerranée ; - Du lundi au vendredi de 9 h à 16 h 30, les samedis et vacances scolaires de 7 h à 19 h et les dimanches et fêtes, la ligne est assurée exclusivement par le Transport Sur Réservation. |                                                             |                                                             |                                                             |                                                             |                                                             |                                                             |                                                             |                                                             |
| 20    | Dernière actualisation : 1 janvier 2025 |                                                             |                                                             |                                                             |                                                             |                                                             |                                                             |                                                             |                                                             |
| 21    | Rivesaltes Espace Entreprises ⥋ Gare TGV | Rivesaltes Espace Entreprises ⥋ Gare TGV                    | Rivesaltes Espace Entreprises ⥋ Gare TGV                    | Rivesaltes Espace Entreprises ⥋ Gare TGV                    | Rivesaltes Espace Entreprises ⥋ Gare TGV                    | Rivesaltes Espace Entreprises ⥋ Gare TGV                    | Rivesaltes Espace Entreprises ⥋ Gare TGV                    | Rivesaltes Espace Entreprises ⥋ Gare TGV                    | Rivesaltes Espace Entreprises ⥋ Gare TGV                    |
| 21    | Ouverture / Fermeture 3 septembre 2018 / — | Longueur —                                                  | Durée 28 min                                                | Nb. d’arrêts 9                                              | Matériel —                                                  | Jours de fonctionnement L, Ma, Me, J, V                     | Jour / Soir / Nuit / Fêtes O / N / N / N                    | Voy. / an —                                                 | Exploitant —                                                |
| 21    | Desserte : Rivesaltes • Perpignan - Principaux arrêts desservis : Espace Entreprises • Péage A9 • Gare Routière Méditerranée • Gare TGV - Gare et pôles d'échanges desservis : Gare TGV • Gare Routière Méditerranée |                                                             |                                                             |                                                             |                                                             |                                                             |                                                             |                                                             |                                                             |
| 21    | Autre : - Particularité : Du lundi au vendredi, la ligne ne fait que 2 allers vers Espace Entreprises. |                                                             |                                                             |                                                             |                                                             |                                                             |                                                             |                                                             |                                                             |
| 21    | Dernière actualisation : 1 janvier 2025 |                                                             |                                                             |                                                             |                                                             |                                                             |                                                             |                                                             |                                                             |
| 22    | Saint-Nazaire Era ⥋ Gare Routière Méditerranée ou Massilia | Saint-Nazaire Era ⥋ Gare Routière Méditerranée ou Massilia  | Saint-Nazaire Era ⥋ Gare Routière Méditerranée ou Massilia  | Saint-Nazaire Era ⥋ Gare Routière Méditerranée ou Massilia  | Saint-Nazaire Era ⥋ Gare Routière Méditerranée ou Massilia  | Saint-Nazaire Era ⥋ Gare Routière Méditerranée ou Massilia  | Saint-Nazaire Era ⥋ Gare Routière Méditerranée ou Massilia  | Saint-Nazaire Era ⥋ Gare Routière Méditerranée ou Massilia  | Saint-Nazaire Era ⥋ Gare Routière Méditerranée ou Massilia  |
| 22    | Ouverture / Fermeture 3 septembre 2018 / — | Longueur —                                                  | Durée 20 (35) min                                           | Nb. d’arrêts 10 (20)                                        | Matériel —                                                  | Jours de fonctionnement L, Ma, Me, J, V, S, D               | Jour / Soir / Nuit / Fêtes O / N / N / O                    | Voy. / an —                                                 | Exploitant —                                                |
| 22    | Desserte : Saint-Nazaire • Perpignan - Principaux arrêts desservis : Saint-Nazaire Era • Mairie • Médipôle • Massilia • Lycée P. Picasso • Lurçat • Gare Routière Méditerranée - Pôles d'échanges desservis : Massilia • Gare Routière Méditerranée |                                                             |                                                             |                                                             |                                                             |                                                             |                                                             |                                                             |                                                             |
| 22    | Autre : - Amplitudes horaires : La ligne fonctionne du lundi au vendredi de 6 h 55 à 19 h 15 - Particularités : - Du lundi au vendredi, la majorité des services sont prolongés jusqu'à Gare Routière Méditerranée ou Lurçat ; - Du lundi au vendredi de 9 h à 11 h 30 et 14 h à 16 h 30, les samedis et vacances scolaires de 7 h à 19 h et les dimanches et fêtes (entre Massillia et Saint-Nazaire Era), la ligne est assurée exclusivement par le Transport Sur Réservation. - Eté: La ligne circule du lundi au dimanche entre Massillia, Cabestany, Saint-Nazaire et Canet-Plage et a des correspondances avec la ligne B à Massilia |                                                             |                                                             |                                                             |                                                             |                                                             |                                                             |                                                             |                                                             |
| 22    | Dernière actualisation : 1 janvier 2025 |                                                             |                                                             |                                                             |                                                             |                                                             |                                                             |                                                             |                                                             |
| 23    | Caratg ⥋ Gare Routière Méditerranée / Catalogne (Brasserie) | Caratg ⥋ Gare Routière Méditerranée / Catalogne (Brasserie) | Caratg ⥋ Gare Routière Méditerranée / Catalogne (Brasserie) | Caratg ⥋ Gare Routière Méditerranée / Catalogne (Brasserie) | Caratg ⥋ Gare Routière Méditerranée / Catalogne (Brasserie) | Caratg ⥋ Gare Routière Méditerranée / Catalogne (Brasserie) | Caratg ⥋ Gare Routière Méditerranée / Catalogne (Brasserie) | Caratg ⥋ Gare Routière Méditerranée / Catalogne (Brasserie) | Caratg ⥋ Gare Routière Méditerranée / Catalogne (Brasserie) |
| 23    | Ouverture / Fermeture 1er janvier 2024 / — | Longueur —                                                  | Durée 32-47 min                                             | Nb. d’arrêts 40                                             | Matériel Autocars                                           | Jours de fonctionnement L, Ma, Me, J, V                     | Jour / Soir / Nuit / Fêtes O / N / N / N                    | Voy. / an —                                                 | Exploitant POA                                              |
| 23    | Desserte : Canohès • Toulouges • Perpignan - Principaux arrêts desservis : Caratg • Canohès • Massaguères • Collège Mitterrand • Toulouges • Route de Thuir • Bon Secours • Pyrénées • Catalogne • Gare Routière Méditerranée - Pôles d'échanges desservis : Catalogne • Gare Routière Méditerranée |                                                             |                                                             |                                                             |                                                             |                                                             |                                                             |                                                             |                                                             |
| 23    | Autre : - Amplitudes horaires : La ligne fonctionne du lundi au vendredi en période scolaire de 6 h 50 à 7 h 50 puis de 12 h 5 à 18 h 45 à raison de trois/cinq allers-retours par jour. - Particularités : - Le matin, deux départs sont effectués à 6 h 53 et 7 h 15 depuis l'arrêt Collège Mitterrand, et un départ à 7 h 3 depuis Caratg. - Les lundis, mardis, jeudis et vendredis, trois départs sont effectués à 16 h 1, 17 h 1 et 18 h 1 vers Caratg. - Le mercredi, deux départs sont effectués à 12 h 5 et 12 h 8 vers Caratg.                                                                                                   |                                                             |                                                             |                                                             |                                                             |                                                             |                                                             |                                                             |                                                             |
| 23    | Dernière actualisation : 7 août 2025 |                                                             |                                                             |                                                             |                                                             |                                                             |                                                             |                                                             |                                                             |
| 24    | La Lunette / Parc des Sports ⥋ Lycée P. Picasso / Massilia | La Lunette / Parc des Sports ⥋ Lycée P. Picasso / Massilia  | La Lunette / Parc des Sports ⥋ Lycée P. Picasso / Massilia  | La Lunette / Parc des Sports ⥋ Lycée P. Picasso / Massilia  | La Lunette / Parc des Sports ⥋ Lycée P. Picasso / Massilia  | La Lunette / Parc des Sports ⥋ Lycée P. Picasso / Massilia  | La Lunette / Parc des Sports ⥋ Lycée P. Picasso / Massilia  | La Lunette / Parc des Sports ⥋ Lycée P. Picasso / Massilia  | La Lunette / Parc des Sports ⥋ Lycée P. Picasso / Massilia  |
| 24    | Ouverture / Fermeture 3 septembre 2018 / — | Longueur —                                                  | Durée 18 à 28 min                                           | Nb. d’arrêts 32                                             | Matériel Standards                                          | Jours de fonctionnement L, Ma, Me, J, V                     | Jour / Soir / Nuit / Fêtes O / N / N / N                    | Voy. / an —                                                 | Exploitant Keolis GEP Vidal                                 |
| 24    | Desserte : Perpignan - Principaux arrêts desservis : La Lunette • Parc des Sports • Flandres Dunkerque • Mermoz • Las Cobas • Lycée P. Picasso • Massilia - Pôle d'échanges desservi : Massilia |                                                             |                                                             |                                                             |                                                             |                                                             |                                                             |                                                             |                                                             |
| 24    | Autre : - Amplitudes horaires : La ligne fonctionne du lundi au vendredi en période scolaire. - Particularités : La ligne 24 est ligne régulière, mais à vocation scolaire, avec plusieurs trajets : - Circuit no 1 : De La Lunette à Lycée P. Picasso le matin et de Lycée P. Picasso à Parc des Sports le soir ou le mercredi midi ; - Circuit no 2 : De Massilia à Parc des Sports le matin, le soir et le mercredi midi. |                                                             |                                                             |                                                             |                                                             |                                                             |                                                             |                                                             |                                                             |
| 24    | Dernière actualisation : 1er janvier 2025 |                                                             |                                                             |                                                             |                                                             |                                                             |                                                             |                                                             |                                                             |
| 25    | Catalogne (Jeantet Violet) ⥋ Bois des Pins | Catalogne (Jeantet Violet) ⥋ Bois des Pins                  | Catalogne (Jeantet Violet) ⥋ Bois des Pins                  | Catalogne (Jeantet Violet) ⥋ Bois des Pins                  | Catalogne (Jeantet Violet) ⥋ Bois des Pins                  | Catalogne (Jeantet Violet) ⥋ Bois des Pins                  | Catalogne (Jeantet Violet) ⥋ Bois des Pins                  | Catalogne (Jeantet Violet) ⥋ Bois des Pins                  | Catalogne (Jeantet Violet) ⥋ Bois des Pins                  |
| 25    | Ouverture / Fermeture 2 septembre 2018 / — | Longueur —                                                  | Durée 32 min                                                | Nb. d’arrêts 25                                             | Matériel Standards Midibus                                  | Jours de fonctionnement L, Ma, Me, J, V, S, D               | Jour / Soir / Nuit / Fêtes O / N / N / O                    | Voy. / an —                                                 | Exploitant Keolis GEP Vidal                                 |
| 25    | Desserte : Perpignan - Principaux arrêts desservis : Catalogne (Jeantet Violet) • Gare TGV • Arcades • Centre Commercial Porte d'Espagne • Badalona • Bois des Pins - Gare et pôle d'échanges desservis : Gare TGV |                                                             |                                                             |                                                             |                                                             |                                                             |                                                             |                                                             |                                                             |
| 25    | Autre : - Amplitudes horaires : La ligne fonctionne du lundi au vendredi de 6 h 50 à 19 h 40, le samedi de 6 h 55 à 19 h 30 - Particularité : Les dimanches et fêtes, la ligne est assurée exclusivement par le Transport Sur Réservation. |                                                             |                                                             |                                                             |                                                             |                                                             |                                                             |                                                             |                                                             |
| 25    | Dernière actualisation : 1 janvier 2025 |                                                             |                                                             |                                                             |                                                             |                                                             |                                                             |                                                             |                                                             |
| 26    | Lycée Maillol ⥋ Chefdebien | Lycée Maillol ⥋ Chefdebien                                  | Lycée Maillol ⥋ Chefdebien                                  | Lycée Maillol ⥋ Chefdebien                                  | Lycée Maillol ⥋ Chefdebien                                  | Lycée Maillol ⥋ Chefdebien                                  | Lycée Maillol ⥋ Chefdebien                                  | Lycée Maillol ⥋ Chefdebien                                  | Lycée Maillol ⥋ Chefdebien                                  |
| 26    | Ouverture / Fermeture 9 juillet 2024 / — | Longueur 8,7 km                                             | Durée 40 min                                                | Nb. d’arrêts 24                                             | Matériel Autocars                                           | Jours de fonctionnement L, Ma, Me, J, V, S                  | Jour / Soir / Nuit / Fêtes O / N / N / N                    | Voy. / an —                                                 | Exploitant POA                                              |
| 26    | Desserte : Perpignan - Principaux arrêts desservis : Lycée Maillol • Pagnol • Desprès • Bas Vernet 4 • Vauban • Castillet • Catalogne • Gare TGV • Oiseau Blanc • Chefdebien - Gare et pôle d'échanges desservis : Gare TGV |                                                             |                                                             |                                                             |                                                             |                                                             |                                                             |                                                             |                                                             |
| 26    | Autre : - Amplitudes horaires : La ligne fonctionne du lundi au vendredi de 6 h 50 à 19 h 20, le samedi de 7 h 10 à 19 h 15 - Particularité : Les dimanches et fêtes, la ligne n'est pas assurée. |                                                             |                                                             |                                                             |                                                             |                                                             |                                                             |                                                             |                                                             |
| 26    | Dernière actualisation : 1 janvier 2025 |                                                             |                                                             |                                                             |                                                             |                                                             |                                                             |                                                             |                                                             |

### Lignes Express
| Ligne      | Caractéristiques | Caractéristiques                                  | Caractéristiques                                  | Caractéristiques                                  | Caractéristiques                                  | Caractéristiques                                  | Caractéristiques                                  | Caractéristiques                                  | Caractéristiques                                  |
| 2 Express  | Corneilla-la-Rivière ⥋ Gare Routière Méditerranée | Corneilla-la-Rivière ⥋ Gare Routière Méditerranée | Corneilla-la-Rivière ⥋ Gare Routière Méditerranée | Corneilla-la-Rivière ⥋ Gare Routière Méditerranée | Corneilla-la-Rivière ⥋ Gare Routière Méditerranée | Corneilla-la-Rivière ⥋ Gare Routière Méditerranée | Corneilla-la-Rivière ⥋ Gare Routière Méditerranée | Corneilla-la-Rivière ⥋ Gare Routière Méditerranée | Corneilla-la-Rivière ⥋ Gare Routière Méditerranée |
| ---------- | --- | ------------------------------------------------- | ------------------------------------------------- | ------------------------------------------------- | ------------------------------------------------- | ------------------------------------------------- | ------------------------------------------------- | ------------------------------------------------- | ------------------------------------------------- |
| 2 Express  | Ouverture / Fermeture 1er septembre 2025 / — | Longueur —                                        | Durée 30 min                                      | Nb. d’arrêts 9                                    | Matériel -                                        | Jours de fonctionnement L, Ma, Me, J, V           | Jour / Soir / Nuit / Fêtes O / N / N / N          | Voy. / an —                                       | Exploitant -                                      |
| 2 Express  | Desserte : Corneilla-la-Rivière • Pézilla-la-Rivière • Villeneuve-la-Rivière • Perpignan - Principaux arrêts desservis : Corneilla-la-Rivière • Pézilla-la-Rivière • Villeneuve-la-Rivière • Gare Routière Méditerranée |                                                   |                                                   |                                                   |                                                   |                                                   |                                                   |                                                   |                                                   |
| 2 Express  | Autre : - Amplitudes horaires : La ligne fonctionne du lundi au vendredi en période scolaire de 6 h 50 à 19 h 10 à raison de deux allers-retours par jour. - Particularités : - La ligne est complémentaire à la ligne 2 entre Corneilla-la-Rivière et Gare Routière Méditerranée. |                                                   |                                                   |                                                   |                                                   |                                                   |                                                   |                                                   |                                                   |
| 2 Express  | Dernière actualisation : 7 août 2025 |                                                   |                                                   |                                                   |                                                   |                                                   |                                                   |                                                   |                                                   |
| 3 Express  | Canet Plage ⥋ Catalogne | Canet Plage ⥋ Catalogne                           | Canet Plage ⥋ Catalogne                           | Canet Plage ⥋ Catalogne                           | Canet Plage ⥋ Catalogne                           | Canet Plage ⥋ Catalogne                           | Canet Plage ⥋ Catalogne                           | Canet Plage ⥋ Catalogne                           | Canet Plage ⥋ Catalogne                           |
| 3 Express  | Ouverture / Fermeture 1er janvier 2024 / — | Longueur —                                        | Durée 35 min                                      | Nb. d’arrêts 16                                   | Matériel -                                        | Jours de fonctionnement L, Ma, Me, J, V           | Jour / Soir / Nuit / Fêtes O / N / N / N          | Voy. / an —                                       | Exploitant -                                      |
| 3 Express  | Desserte : Canet-en-Roussillon • Perpignan - Principaux arrêts desservis : Canet Plage • Loge de Mer • Levant • Canet Village • Collège • Saint-Michel • Catalogne |                                                   |                                                   |                                                   |                                                   |                                                   |                                                   |                                                   |                                                   |
| 3 Express  | Autre : - Amplitudes horaires : La ligne fonctionne du lundi au vendredi en période scolaire de 7 h à 18 h 55 à raison de trois/quatre allers-retours par jour. - Particularités : - La ligne effectue son terminus à l'arrêt Catalogne (Jeantet Violet) et son départ à l'arrêt Catalogne (Point Chaud). - La ligne est complémentaire à la ligne 3 entre Canet Plage et Catalogne. |                                                   |                                                   |                                                   |                                                   |                                                   |                                                   |                                                   |                                                   |
| 3 Express  | Dernière actualisation : 7 août 2025 |                                                   |                                                   |                                                   |                                                   |                                                   |                                                   |                                                   |                                                   |
| 4 Express  | Caratg ⥋ Catalogne | Caratg ⥋ Catalogne                                | Caratg ⥋ Catalogne                                | Caratg ⥋ Catalogne                                | Caratg ⥋ Catalogne                                | Caratg ⥋ Catalogne                                | Caratg ⥋ Catalogne                                | Caratg ⥋ Catalogne                                | Caratg ⥋ Catalogne                                |
| 4 Express  | Ouverture / Fermeture 1er janvier 2024 / — | Longueur —                                        | Durée 30 min                                      | Nb. d’arrêts 15                                   | Matériel -                                        | Jours de fonctionnement L, Ma, Me, J, V           | Jour / Soir / Nuit / Fêtes O / N / N / N          | Voy. / an —                                       | Exploitant -                                      |
| 4 Express  | Desserte : Canohès • Toulouges • Perpignan - Principaux arrêts desservis : Caratg • Canohès • Massaguères • Catalogne |                                                   |                                                   |                                                   |                                                   |                                                   |                                                   |                                                   |                                                   |
| 4 Express  | Autre : - Amplitudes horaires : La ligne fonctionne du lundi au vendredi en période scolaire de 6 h 50 à 18 h 15 à raison de deux allers-retours par jour. - Particularités : - La ligne effectue son terminus à l'arrêt Catalogne (Jeantet Violet) et son départ à l'arrêt Catalogne (Brasserie). - La ligne est complémentaire à la ligne 4 entre Caratg et Catalogne. |                                                   |                                                   |                                                   |                                                   |                                                   |                                                   |                                                   |                                                   |
| 4 Express  | Dernière actualisation : 7 août 2025 |                                                   |                                                   |                                                   |                                                   |                                                   |                                                   |                                                   |                                                   |
| 5 Express  | Sainte-Marie Plage ⥋ Gare TGV | Sainte-Marie Plage ⥋ Gare TGV                     | Sainte-Marie Plage ⥋ Gare TGV                     | Sainte-Marie Plage ⥋ Gare TGV                     | Sainte-Marie Plage ⥋ Gare TGV                     | Sainte-Marie Plage ⥋ Gare TGV                     | Sainte-Marie Plage ⥋ Gare TGV                     | Sainte-Marie Plage ⥋ Gare TGV                     | Sainte-Marie Plage ⥋ Gare TGV                     |
| 5 Express  | Ouverture / Fermeture 1er janvier 2024 / — | Longueur —                                        | Durée 40 min                                      | Nb. d’arrêts 15                                   | Matériel -                                        | Jours de fonctionnement L, Ma, Me, J, V           | Jour / Soir / Nuit / Fêtes O / N / N / N          | Voy. / an —                                       | Exploitant -                                      |
| 5 Express  | Desserte : Sainte-Marie-la-Mer • Villelongue-de-la-Salanque • Perpignan - Principaux arrêts desservis : Sainte-Marie Plage • Sainte-Marie • Villelongue Centre • Gare TGV |                                                   |                                                   |                                                   |                                                   |                                                   |                                                   |                                                   |                                                   |
| 5 Express  | Autre : - Amplitudes horaires : La ligne fonctionne du lundi au vendredi en période scolaire de 6 h 45 à 19 h 10 à raison de deux/allers allers-retours par jour, et pendant les vacances scolaires jusqu'à 19 h 5 à raison de deux allers-retours par jour. - Particularités : - Le mercredi en période scolaire, un départ est effectué à 12 h 26 vers Sainte-Marie Plage. - La ligne est complémentaire à la ligne 5 entre Sainte-Marie Plage, Villelongue Centre et Gare TGV.               |                                                   |                                                   |                                                   |                                                   |                                                   |                                                   |                                                   |                                                   |
| 5 Express  | Dernière actualisation : 7 août 2025 |                                                   |                                                   |                                                   |                                                   |                                                   |                                                   |                                                   |                                                   |
| 6 Express  | Templiers ⥋ Catalogne | Templiers ⥋ Catalogne                             | Templiers ⥋ Catalogne                             | Templiers ⥋ Catalogne                             | Templiers ⥋ Catalogne                             | Templiers ⥋ Catalogne                             | Templiers ⥋ Catalogne                             | Templiers ⥋ Catalogne                             | Templiers ⥋ Catalogne                             |
| 6 Express  | Ouverture / Fermeture 1er janvier 2024 / — | Longueur —                                        | Durée 30 min                                      | Nb. d’arrêts 11                                   | Matériel -                                        | Jours de fonctionnement L, Ma, Me, J, V           | Jour / Soir / Nuit / Fêtes O / N / N / N          | Voy. / an —                                       | Exploitant -                                      |
| 6 Express  | Desserte : Baixas • Peyrestortes • Perpignan - Principaux arrêts desservis : Templiers • Stade • Peyrestortes • Les Ormes • Gare Routière Méditerranée • Catalogne |                                                   |                                                   |                                                   |                                                   |                                                   |                                                   |                                                   |                                                   |
| 6 Express  | Autre : - Amplitudes horaires : La ligne fonctionne du lundi au vendredi en période scolaire de 6 h 55 à 18 h 55 à raison de deux allers-retours par jour. - Particularités : - La ligne est complémentaire à la ligne 6 entre Templiers, Les Ormes et Catalogne. |                                                   |                                                   |                                                   |                                                   |                                                   |                                                   |                                                   |                                                   |
| 6 Express  | Dernière actualisation : 7 août 2025 |                                                   |                                                   |                                                   |                                                   |                                                   |                                                   |                                                   |                                                   |
| 9 Express  | Espira-de-l'Agly ⥋ Catalogne | Espira-de-l'Agly ⥋ Catalogne                      | Espira-de-l'Agly ⥋ Catalogne                      | Espira-de-l'Agly ⥋ Catalogne                      | Espira-de-l'Agly ⥋ Catalogne                      | Espira-de-l'Agly ⥋ Catalogne                      | Espira-de-l'Agly ⥋ Catalogne                      | Espira-de-l'Agly ⥋ Catalogne                      | Espira-de-l'Agly ⥋ Catalogne                      |
| 9 Express  | Ouverture / Fermeture 1er janvier 2024 / — | Longueur —                                        | Durée 30-35 min                                   | Nb. d’arrêts 9                                    | Matériel -                                        | Jours de fonctionnement L, Ma, Me, J, V           | Jour / Soir / Nuit / Fêtes O / N / N / N          | Voy. / an —                                       | Exploitant -                                      |
| 9 Express  | Desserte : Espira-de-l'Agly • Rivesaltes • Perpignan - Principaux arrêts desservis : Espira-de-l'Agly • Duverney • Rivesaltes • Lycée Agricole • Gare Routière Méditerranée • Catalogne |                                                   |                                                   |                                                   |                                                   |                                                   |                                                   |                                                   |                                                   |
| 9 Express  | Autre : - Amplitudes horaires : La ligne fonctionne du lundi au vendredi en période scolaire de 6 h 50 à 18 h 55 à raison de deux allers-retours par jour. - Particularités : - La ligne est complémentaire à la ligne 9 entre Espira-de-l'Agly, Rivesaltes et Catalogne. |                                                   |                                                   |                                                   |                                                   |                                                   |                                                   |                                                   |                                                   |
| 9 Express  | Dernière actualisation : 7 août 2025 |                                                   |                                                   |                                                   |                                                   |                                                   |                                                   |                                                   |                                                   |
| 12 Express | Torreilles Plage ⥋ Catalogne | Torreilles Plage ⥋ Catalogne                      | Torreilles Plage ⥋ Catalogne                      | Torreilles Plage ⥋ Catalogne                      | Torreilles Plage ⥋ Catalogne                      | Torreilles Plage ⥋ Catalogne                      | Torreilles Plage ⥋ Catalogne                      | Torreilles Plage ⥋ Catalogne                      | Torreilles Plage ⥋ Catalogne                      |
| 12 Express | Ouverture / Fermeture 1er janvier 2024 / — | Longueur —                                        | Durée 45 min                                      | Nb. d’arrêts 16                                   | Matériel -                                        | Jours de fonctionnement L, Ma, Me, J, V           | Jour / Soir / Nuit / Fêtes O / N / N / N          | Voy. / an —                                       | Exploitant -                                      |
| 12 Express | Desserte : Torreilles • Bompas • Perpignan - Principaux arrêts desservis : Torreilles Plage • Torreilles • Salanque • Centre Commercial • Catalogne |                                                   |                                                   |                                                   |                                                   |                                                   |                                                   |                                                   |                                                   |
| 12 Express | Autre : - Amplitudes horaires : La ligne fonctionne du lundi au vendredi en période scolaire de 6 h 30 à 19 h 15 à raison de deux/quatre allers allers-retours par jour, et pendant les vacances scolaires de 6 h 40 à 19 h 19 à raison de deux/trois allers-retours par jour. - Particularités : - Le mercredi en période scolaire, un départ est effectué à 12 h 35 vers Torreilles Plage. - La ligne est complémentaire à la ligne 4 entre Torreilles Plage, Centre Commercial et Catalogne. |                                                   |                                                   |                                                   |                                                   |                                                   |                                                   |                                                   |                                                   |
| 12 Express | Dernière actualisation : 7 août 2025 |                                                   |                                                   |                                                   |                                                   |                                                   |                                                   |                                                   |                                                   |

### Navettes gratuites
| Ligne         | Caractéristiques | Caractéristiques                                    | Caractéristiques                                    | Caractéristiques                                    | Caractéristiques                                    | Caractéristiques                                    | Caractéristiques                                    | Caractéristiques                                    | Caractéristiques                                    |
| NCMI          | Parking universitaire ⥋ Jean Moulin (Campus Mailly) | Parking universitaire ⥋ Jean Moulin (Campus Mailly) | Parking universitaire ⥋ Jean Moulin (Campus Mailly) | Parking universitaire ⥋ Jean Moulin (Campus Mailly) | Parking universitaire ⥋ Jean Moulin (Campus Mailly) | Parking universitaire ⥋ Jean Moulin (Campus Mailly) | Parking universitaire ⥋ Jean Moulin (Campus Mailly) | Parking universitaire ⥋ Jean Moulin (Campus Mailly) | Parking universitaire ⥋ Jean Moulin (Campus Mailly) |
| ------------- | --- | --------------------------------------------------- | --------------------------------------------------- | --------------------------------------------------- | --------------------------------------------------- | --------------------------------------------------- | --------------------------------------------------- | --------------------------------------------------- | --------------------------------------------------- |
| NCMI          | Ouverture / Fermeture 3 septembre 2018 / — | Longueur —                                          | Durée 12 min                                        | Nb. d’arrêts 3                                      | Matériel —                                          | Jours de fonctionnement L, Ma, Me, J, V             | Jour / Soir / Nuit / Fêtes O / O / N / N            | Voy. / an —                                         | Exploitant KPM                                      |
| NCMI          | Desserte : Perpignan - Principaux arrêts desservis : Parking Universitaire • Cité Universitaire • Jean Moulin |                                                     |                                                     |                                                     |                                                     |                                                     |                                                     |                                                     |                                                     |
| NCMI          | Autre : - Amplitudes horaires : La ligne fonctionne du lundi au vendredi de 7 h 10 à 19 h 5 environ. - Particularités : La ligne est gratuite. |                                                     |                                                     |                                                     |                                                     |                                                     |                                                     |                                                     |                                                     |
| NCMI          | Dernière actualisation : 1 janvier 2025 |                                                     |                                                     |                                                     |                                                     |                                                     |                                                     |                                                     |                                                     |
| Nit Bus       | Castillet ⥋ Cité Universitaire (via Mas Balande) | Castillet ⥋ Cité Universitaire (via Mas Balande)    | Castillet ⥋ Cité Universitaire (via Mas Balande)    | Castillet ⥋ Cité Universitaire (via Mas Balande)    | Castillet ⥋ Cité Universitaire (via Mas Balande)    | Castillet ⥋ Cité Universitaire (via Mas Balande)    | Castillet ⥋ Cité Universitaire (via Mas Balande)    | Castillet ⥋ Cité Universitaire (via Mas Balande)    | Castillet ⥋ Cité Universitaire (via Mas Balande)    |
| Nit Bus       | Ouverture / Fermeture 3 septembre 2018 / — | Longueur 9,6 km                                     | Durée 25 - 12 min                                   | Nb. d’arrêts 18                                     | Matériel —                                          | Jours de fonctionnement J                           | Jour / Soir / Nuit / Fêtes N / O / O / N            | Voy. / an —                                         | Exploitant KPM                                      |
| Nit Bus       | Desserte : Perpignan - Principaux arrêts desservis : Castillet • Vauban • Catalogne • Mercader • Villeneuve • Cité Universitaire • Parc des Sports • Mas Balande                                                                                   |                                                     |                                                     |                                                     |                                                     |                                                     |                                                     |                                                     |                                                     |
| Nit Bus       | Autre : - Amplitudes horaires : La ligne fonctionne les jeudis de 21 h à 2 h 15 environ. - Particularités : A partir 1 h 30 environ, la desserte des arrêts entre Parc des Sports et Mas Balande est stoppée.                                      |                                                     |                                                     |                                                     |                                                     |                                                     |                                                     |                                                     |                                                     |
| Nit Bus       | Dernière actualisation : 1 janvier 2025 |                                                     |                                                     |                                                     |                                                     |                                                     |                                                     |                                                     |                                                     |
| Cœur de Ville | Quai Nobel ⥋ Quai Nobel | Quai Nobel ⥋ Quai Nobel                             | Quai Nobel ⥋ Quai Nobel                             | Quai Nobel ⥋ Quai Nobel                             | Quai Nobel ⥋ Quai Nobel                             | Quai Nobel ⥋ Quai Nobel                             | Quai Nobel ⥋ Quai Nobel                             | Quai Nobel ⥋ Quai Nobel                             | Quai Nobel ⥋ Quai Nobel                             |
| Cœur de Ville | Ouverture / Fermeture 6 janvier 2025 / — | Longueur 5,8 km                                     | Durée 35 min                                        | Nb. d’arrêts 14                                     | Matériel —                                          | Jours de fonctionnement L, Ma, Me, J, V, S          | Jour / Soir / Nuit / Fêtes O / N / N / N            | Voy. / an —                                         | Exploitant KPM                                      |
| Cœur de Ville | Desserte : Perpignan - Principaux arrêts desservis : Quai Nobel • Catalogne (Jeantet Violet) • Parking Saint-Martin • Jean Moulin • Place Cassanyes • Vauban • Gare SNCF                                                                           |                                                     |                                                     |                                                     |                                                     |                                                     |                                                     |                                                     |                                                     |
| Cœur de Ville | Autre : - Amplitudes horaires : La ligne fonctionne du lundi au samedi de 8 h 30 à 19 h 10 environ. - Particularités : - Navette gratuite ; - Sauf indication contraire, la ligne s'arrête sur demande, sur simple signe ou demande au conducteur. |                                                     |                                                     |                                                     |                                                     |                                                     |                                                     |                                                     |                                                     |
| Cœur de Ville | Dernière actualisation : 1 janvier 2025 |                                                     |                                                     |                                                     |                                                     |                                                     |                                                     |                                                     |                                                     |
| Canet'On      | Canet Sud ⥋ Vert Vallon | Canet Sud ⥋ Vert Vallon                             | Canet Sud ⥋ Vert Vallon                             | Canet Sud ⥋ Vert Vallon                             | Canet Sud ⥋ Vert Vallon                             | Canet Sud ⥋ Vert Vallon                             | Canet Sud ⥋ Vert Vallon                             | Canet Sud ⥋ Vert Vallon                             | Canet Sud ⥋ Vert Vallon                             |
| Canet'On      | Ouverture / Fermeture 3 septembre 2018 / — | Longueur —                                          | Durée 31 min                                        | Nb. d’arrêts 27                                     | Matériel —                                          | Jours de fonctionnement L, Ma, Me, J, V, S          | Jour / Soir / Nuit / Fêtes O / N / N / N            | Voy. / an —                                         | Exploitant KPM                                      |
| Canet'On      | Desserte : Canet-en-Roussillon - Principaux arrêts desservis : Canet Sud • Parking Floralies • Canet Plage • Loge de Mer • Centre Commercial • Médi'Canet • Canet Village • Vert Vallon                                                            |                                                     |                                                     |                                                     |                                                     |                                                     |                                                     |                                                     |                                                     |
| Canet'On      | Autre : - Amplitudes horaires : La ligne fonctionne du lundi au samedi de 8 h 25 à 18 h 5 environ. - Particularités : Navette gratuite |                                                     |                                                     |                                                     |                                                     |                                                     |                                                     |                                                     |                                                     |
| Canet'On      | Dernière actualisation : 1er janvier 2025 |                                                     |                                                     |                                                     |                                                     |                                                     |                                                     |                                                     |                                                     |

### Navettes évènementiels et estivales
| Ligne                    | Caractéristiques | Caractéristiques                                        | Caractéristiques                                        | Caractéristiques                                        | Caractéristiques                                        | Caractéristiques                                        | Caractéristiques                                        | Caractéristiques                                        | Caractéristiques                                        |
| Navette USAP             | Catalogne ⥋ Stade Aimé Giral (via Parc des Expositions) | Catalogne ⥋ Stade Aimé Giral (via Parc des Expositions) | Catalogne ⥋ Stade Aimé Giral (via Parc des Expositions) | Catalogne ⥋ Stade Aimé Giral (via Parc des Expositions) | Catalogne ⥋ Stade Aimé Giral (via Parc des Expositions) | Catalogne ⥋ Stade Aimé Giral (via Parc des Expositions) | Catalogne ⥋ Stade Aimé Giral (via Parc des Expositions) | Catalogne ⥋ Stade Aimé Giral (via Parc des Expositions) | Catalogne ⥋ Stade Aimé Giral (via Parc des Expositions) |
| ------------------------ | --- | ------------------------------------------------------- | ------------------------------------------------------- | ------------------------------------------------------- | ------------------------------------------------------- | ------------------------------------------------------- | ------------------------------------------------------- | ------------------------------------------------------- | ------------------------------------------------------- |
| Navette USAP             | Ouverture / Fermeture 3 septembre 2016 / — | Longueur —                                              | Durée —                                                 | Nb. d’arrêts 3                                          | Matériel —                                              | Jours de fonctionnement —                               | Jour / Soir / Nuit / Fêtes O / O / O / O                | Voy. / an —                                             | Exploitant KPM                                          |
| Navette USAP             | Desserte : Perpignan - Principaux arrêts desservis : Catalogne • Castillet • Parc des Expositions • Stade Aimé Giral |                                                         |                                                         |                                                         |                                                         |                                                         |                                                         |                                                         |                                                         |
| Navette USAP             | Autre : Avant match : - 1er départ: 2h avant le coup d'envoi ; - dernier départ: 30 min avant le coup d'envoi Après match : - départ: 30 min après le coup de sifflet final. - Particularités : Circule uniquement les jours de matchs. Navette gratuite                              |                                                         |                                                         |                                                         |                                                         |                                                         |                                                         |                                                         |                                                         |
| Navette USAP             | Dernière actualisation : — |                                                         |                                                         |                                                         |                                                         |                                                         |                                                         |                                                         |                                                         |
| Navette Dragons Catalans | Catalogne ⥋ Stade Gilbert Brutus | Catalogne ⥋ Stade Gilbert Brutus                        | Catalogne ⥋ Stade Gilbert Brutus                        | Catalogne ⥋ Stade Gilbert Brutus                        | Catalogne ⥋ Stade Gilbert Brutus                        | Catalogne ⥋ Stade Gilbert Brutus                        | Catalogne ⥋ Stade Gilbert Brutus                        | Catalogne ⥋ Stade Gilbert Brutus                        | Catalogne ⥋ Stade Gilbert Brutus                        |
| Navette Dragons Catalans | Ouverture / Fermeture 3 septembre 2016 / — | Longueur —                                              | Durée —                                                 | Nb. d’arrêts —                                          | Matériel —                                              | Jours de fonctionnement —                               | Jour / Soir / Nuit / Fêtes O / O / O / O                | Voy. / an —                                             | Exploitant Keolis PM                                    |
| Navette Dragons Catalans | Desserte : Perpignan - Principaux arrêts desservis : |                                                         |                                                         |                                                         |                                                         |                                                         |                                                         |                                                         |                                                         |
| Navette Dragons Catalans | Autre : - Amplitudes horaires : La ligne fonctionne les jours de matches de l'équipe de rugby des Dragons Catalans. - Amplitudes horaires : Les départs vers le stade ont lieu de 2 heures à 30 minutes avant le match puis durant les deux heures suivant le match pour en repartir. |                                                         |                                                         |                                                         |                                                         |                                                         |                                                         |                                                         |                                                         |
| Navette Dragons Catalans | Dernière actualisation : — |                                                         |                                                         |                                                         |                                                         |                                                         |                                                         |                                                         |                                                         |
| NC                       | Navette Cimetière | Navette Cimetière                                       | Navette Cimetière                                       | Navette Cimetière                                       | Navette Cimetière                                       | Navette Cimetière                                       | Navette Cimetière                                       | Navette Cimetière                                       | Navette Cimetière                                       |
| NC                       | Castillet ⥋ Cimetière Sud |                                                         |                                                         |                                                         |                                                         |                                                         |                                                         |                                                         |                                                         |
| NC                       | Ouverture / Fermeture 3 septembre 2016 / — | Longueur —                                              | Durée 20 min                                            | Nb. d’arrêts 4                                          | Matériel —                                              | Jours de fonctionnement —                               | Jour / Soir / Nuit / Fêtes O / N / N / N                | Voy. / an —                                             | Exploitant —                                            |
| NC                       | Desserte : Perpignan - Principaux arrêts desservis : Castillet • Gare routière Méditerranée • Gare TGV • Cimetière Sud |                                                         |                                                         |                                                         |                                                         |                                                         |                                                         |                                                         |                                                         |
| NC                       | Autre : - Particularités : La ligne est assurée exclusivement par le Transport Sur Réservation. |                                                         |                                                         |                                                         |                                                         |                                                         |                                                         |                                                         |                                                         |
| NC                       | Dernière actualisation : — |                                                         |                                                         |                                                         |                                                         |                                                         |                                                         |                                                         |                                                         |
| Navette Découverte       | Navette Découverte | Navette Découverte                                      | Navette Découverte                                      | Navette Découverte                                      | Navette Découverte                                      | Navette Découverte                                      | Navette Découverte                                      | Navette Découverte                                      | Navette Découverte                                      |
| Navette Découverte       | Gare TGV ⥋ Écozonia / Tauvatel |                                                         |                                                         |                                                         |                                                         |                                                         |                                                         |                                                         |                                                         |
| Navette Découverte       | Ouverture / Fermeture 3 septembre 2021 / — | Longueur —                                              | Durée 60 min                                            | Nb. d’arrêts 2                                          | Matériel —                                              | Jours de fonctionnement Me                              | Jour / Soir / Nuit / Fêtes O / N / N / N                | Voy. / an —                                             | Exploitant —                                            |
| Navette Découverte       | Desserte : Perpignan • Cases-de-Pène • Tautavel |                                                         |                                                         |                                                         |                                                         |                                                         |                                                         |                                                         |                                                         |
| Navette Découverte       | Autre : |                                                         |                                                         |                                                         |                                                         |                                                         |                                                         |                                                         |                                                         |
| Navette Découverte       | Dernière actualisation : — |                                                         |                                                         |                                                         |                                                         |                                                         |                                                         |                                                         |                                                         |

### Lignes scolaires[31]
| Ligne | Caractéristiques | Caractéristiques | Caractéristiques | Caractéristiques | Caractéristiques | Caractéristiques | Caractéristiques | Caractéristiques | Caractéristiques |
| S2    | Collège PIERRE MORETO / Vauban / Catalogne / Gare Routière (Catalogne) / Gare RoutièreMéditerranée ⥋ Route de Prades                                             | Collège PIERRE MORETO / Vauban / Catalogne / Gare Routière (Catalogne) / Gare RoutièreMéditerranée ⥋ Route de Prades                                             | Collège PIERRE MORETO / Vauban / Catalogne / Gare Routière (Catalogne) / Gare RoutièreMéditerranée ⥋ Route de Prades                                             | Collège PIERRE MORETO / Vauban / Catalogne / Gare Routière (Catalogne) / Gare RoutièreMéditerranée ⥋ Route de Prades                                             | Collège PIERRE MORETO / Vauban / Catalogne / Gare Routière (Catalogne) / Gare RoutièreMéditerranée ⥋ Route de Prades                                             | Collège PIERRE MORETO / Vauban / Catalogne / Gare Routière (Catalogne) / Gare RoutièreMéditerranée ⥋ Route de Prades                                             | Collège PIERRE MORETO / Vauban / Catalogne / Gare Routière (Catalogne) / Gare RoutièreMéditerranée ⥋ Route de Prades                                             | Collège PIERRE MORETO / Vauban / Catalogne / Gare Routière (Catalogne) / Gare RoutièreMéditerranée ⥋ Route de Prades                                             | Collège PIERRE MORETO / Vauban / Catalogne / Gare Routière (Catalogne) / Gare RoutièreMéditerranée ⥋ Route de Prades                                             |
| ----- | --- | --- | --- | --- | --- | --- | --- | --- | --- |
| S2    | Ouverture / Fermeture 1er septembre 2022 / — | Longueur — | Durée — | Nb. d’arrêts 5 | Matériel — | Jours de fonctionnement L, Ma, Me, J, V | Jour / Soir / Nuit / Fêtes O / N / N / N | Voy. / an — | Exploitant — |
| S2    | Desserte : Perpignan | | | | | | | | |
| S2    | Autre : | | | | | | | | |
| S2    | Dernière actualisation : — | | | | | | | | |
| S10   | Collège Pablo CASALS / Valiente / Mas St-Joseph / Clos Banet (Lycée P. Picasso) ⥋ Route de Prades                                                                | Collège Pablo CASALS / Valiente / Mas St-Joseph / Clos Banet (Lycée P. Picasso) ⥋ Route de Prades                                                                | Collège Pablo CASALS / Valiente / Mas St-Joseph / Clos Banet (Lycée P. Picasso) ⥋ Route de Prades                                                                | Collège Pablo CASALS / Valiente / Mas St-Joseph / Clos Banet (Lycée P. Picasso) ⥋ Route de Prades                                                                | Collège Pablo CASALS / Valiente / Mas St-Joseph / Clos Banet (Lycée P. Picasso) ⥋ Route de Prades                                                                | Collège Pablo CASALS / Valiente / Mas St-Joseph / Clos Banet (Lycée P. Picasso) ⥋ Route de Prades                                                                | Collège Pablo CASALS / Valiente / Mas St-Joseph / Clos Banet (Lycée P. Picasso) ⥋ Route de Prades                                                                | Collège Pablo CASALS / Valiente / Mas St-Joseph / Clos Banet (Lycée P. Picasso) ⥋ Route de Prades                                                                | Collège Pablo CASALS / Valiente / Mas St-Joseph / Clos Banet (Lycée P. Picasso) ⥋ Route de Prades                                                                |
| S10   | Ouverture / Fermeture 1er septembre 2022 / — | Longueur — | Durée — | Nb. d’arrêts 4 | Matériel — | Jours de fonctionnement L, Ma, Me, J, V | Jour / Soir / Nuit / Fêtes O / N / N / N | Voy. / an — | Exploitant — |
| S10   | Desserte : Perpignan | | | | | | | | |
| S10   | Autre : | | | | | | | | |
| S10   | Dernière actualisation : — | | | | | | | | |
| 18    | Calce / Templiers (Baixas) / Cayrol (Baixas) ⥋ Stade (Baixas) | Calce / Templiers (Baixas) / Cayrol (Baixas) ⥋ Stade (Baixas) | Calce / Templiers (Baixas) / Cayrol (Baixas) ⥋ Stade (Baixas) | Calce / Templiers (Baixas) / Cayrol (Baixas) ⥋ Stade (Baixas) | Calce / Templiers (Baixas) / Cayrol (Baixas) ⥋ Stade (Baixas) | Calce / Templiers (Baixas) / Cayrol (Baixas) ⥋ Stade (Baixas) | Calce / Templiers (Baixas) / Cayrol (Baixas) ⥋ Stade (Baixas) | Calce / Templiers (Baixas) / Cayrol (Baixas) ⥋ Stade (Baixas) | Calce / Templiers (Baixas) / Cayrol (Baixas) ⥋ Stade (Baixas) |
| 18    | Ouverture / Fermeture 1er septembre 2022 / — | Longueur — | Durée — | Nb. d’arrêts 2 | Matériel — | Jours de fonctionnement L, Ma, Me, J, V | Jour / Soir / Nuit / Fêtes O / N / N / N | Voy. / an — | Exploitant — |
| 18    | Desserte : Calce, Baixas | | | | | | | | |
| 18    | Autre : | | | | | | | | |
| 18    | Dernière actualisation : — | | | | | | | | |
| 100   | Taillade / Evora /Le Christ / Baho / GARE ROUTIÈRE MÉDITERRANÉE / ARAGO ⥋ BON SECOURS / MARILLAC                                                                 | Taillade / Evora /Le Christ / Baho / GARE ROUTIÈRE MÉDITERRANÉE / ARAGO ⥋ BON SECOURS / MARILLAC                                                                 | Taillade / Evora /Le Christ / Baho / GARE ROUTIÈRE MÉDITERRANÉE / ARAGO ⥋ BON SECOURS / MARILLAC                                                                 | Taillade / Evora /Le Christ / Baho / GARE ROUTIÈRE MÉDITERRANÉE / ARAGO ⥋ BON SECOURS / MARILLAC                                                                 | Taillade / Evora /Le Christ / Baho / GARE ROUTIÈRE MÉDITERRANÉE / ARAGO ⥋ BON SECOURS / MARILLAC                                                                 | Taillade / Evora /Le Christ / Baho / GARE ROUTIÈRE MÉDITERRANÉE / ARAGO ⥋ BON SECOURS / MARILLAC                                                                 | Taillade / Evora /Le Christ / Baho / GARE ROUTIÈRE MÉDITERRANÉE / ARAGO ⥋ BON SECOURS / MARILLAC                                                                 | Taillade / Evora /Le Christ / Baho / GARE ROUTIÈRE MÉDITERRANÉE / ARAGO ⥋ BON SECOURS / MARILLAC                                                                 | Taillade / Evora /Le Christ / Baho / GARE ROUTIÈRE MÉDITERRANÉE / ARAGO ⥋ BON SECOURS / MARILLAC                                                                 |
| 100   | Ouverture / Fermeture 1er septembre 2022 / — | Longueur — | Durée — | Nb. d’arrêts 7 | Matériel — | Jours de fonctionnement L, Ma, Me, J, V | Jour / Soir / Nuit / Fêtes O / N / N / N | Voy. / an — | Exploitant — |
| 100   | Desserte : Baho, Perpignan | | | | | | | | |
| 100   | Autre : | | | | | | | | |
| 100   | Dernière actualisation : — | | | | | | | | |
| 101   | Taillade / Evora / Le Christ / Baho ⥋ Collège LE RIBÉRAL | Taillade / Evora / Le Christ / Baho ⥋ Collège LE RIBÉRAL | Taillade / Evora / Le Christ / Baho ⥋ Collège LE RIBÉRAL | Taillade / Evora / Le Christ / Baho ⥋ Collège LE RIBÉRAL | Taillade / Evora / Le Christ / Baho ⥋ Collège LE RIBÉRAL | Taillade / Evora / Le Christ / Baho ⥋ Collège LE RIBÉRAL | Taillade / Evora / Le Christ / Baho ⥋ Collège LE RIBÉRAL | Taillade / Evora / Le Christ / Baho ⥋ Collège LE RIBÉRAL | Taillade / Evora / Le Christ / Baho ⥋ Collège LE RIBÉRAL |
| 101   | Ouverture / Fermeture 1er septembre 2022 / — | Longueur — | Durée — | Nb. d’arrêts 6 | Matériel — | Jours de fonctionnement L, Ma, Me, J, V | Jour / Soir / Nuit / Fêtes O / N / N / N | Voy. / an — | Exploitant — |
| 101   | Desserte : Baho, Perpignan | | | | | | | | |
| 101   | Autre : | | | | | | | | |
| 101   | Dernière actualisation : — | | | | | | | | |
| 102   | Templiers / Cayrol / Stade / Baixas ⥋ GARE ROUTIÈRE MÉDITERRANÉE                                                                                                 | Templiers / Cayrol / Stade / Baixas ⥋ GARE ROUTIÈRE MÉDITERRANÉE                                                                                                 | Templiers / Cayrol / Stade / Baixas ⥋ GARE ROUTIÈRE MÉDITERRANÉE                                                                                                 | Templiers / Cayrol / Stade / Baixas ⥋ GARE ROUTIÈRE MÉDITERRANÉE                                                                                                 | Templiers / Cayrol / Stade / Baixas ⥋ GARE ROUTIÈRE MÉDITERRANÉE                                                                                                 | Templiers / Cayrol / Stade / Baixas ⥋ GARE ROUTIÈRE MÉDITERRANÉE                                                                                                 | Templiers / Cayrol / Stade / Baixas ⥋ GARE ROUTIÈRE MÉDITERRANÉE                                                                                                 | Templiers / Cayrol / Stade / Baixas ⥋ GARE ROUTIÈRE MÉDITERRANÉE                                                                                                 | Templiers / Cayrol / Stade / Baixas ⥋ GARE ROUTIÈRE MÉDITERRANÉE                                                                                                 |
| 102   | Ouverture / Fermeture 1er septembre 2022 / — | Longueur — | Durée — | Nb. d’arrêts 6 | Matériel — | Jours de fonctionnement L, Ma, Me, J, V | Jour / Soir / Nuit / Fêtes O / N / N / N | Voy. / an — | Exploitant — |
| 102   | Desserte : Baho, Perpignan | | | | | | | | |
| 102   | Autre : | | | | | | | | |
| 102   | Dernière actualisation : — | | | | | | | | |
| 103   | Templiers / Cayrol / Stade / Baixas / LEPA CFA SIMON / Collège JOFFRE / Rivesaltes - Rivesaltes (pour correspondance avec la 105) ⥋ Collège NOTRE DAME DES ANGES | Templiers / Cayrol / Stade / Baixas / LEPA CFA SIMON / Collège JOFFRE / Rivesaltes - Rivesaltes (pour correspondance avec la 105) ⥋ Collège NOTRE DAME DES ANGES | Templiers / Cayrol / Stade / Baixas / LEPA CFA SIMON / Collège JOFFRE / Rivesaltes - Rivesaltes (pour correspondance avec la 105) ⥋ Collège NOTRE DAME DES ANGES | Templiers / Cayrol / Stade / Baixas / LEPA CFA SIMON / Collège JOFFRE / Rivesaltes - Rivesaltes (pour correspondance avec la 105) ⥋ Collège NOTRE DAME DES ANGES | Templiers / Cayrol / Stade / Baixas / LEPA CFA SIMON / Collège JOFFRE / Rivesaltes - Rivesaltes (pour correspondance avec la 105) ⥋ Collège NOTRE DAME DES ANGES | Templiers / Cayrol / Stade / Baixas / LEPA CFA SIMON / Collège JOFFRE / Rivesaltes - Rivesaltes (pour correspondance avec la 105) ⥋ Collège NOTRE DAME DES ANGES | Templiers / Cayrol / Stade / Baixas / LEPA CFA SIMON / Collège JOFFRE / Rivesaltes - Rivesaltes (pour correspondance avec la 105) ⥋ Collège NOTRE DAME DES ANGES | Templiers / Cayrol / Stade / Baixas / LEPA CFA SIMON / Collège JOFFRE / Rivesaltes - Rivesaltes (pour correspondance avec la 105) ⥋ Collège NOTRE DAME DES ANGES | Templiers / Cayrol / Stade / Baixas / LEPA CFA SIMON / Collège JOFFRE / Rivesaltes - Rivesaltes (pour correspondance avec la 105) ⥋ Collège NOTRE DAME DES ANGES |
| 103   | Ouverture / Fermeture 1er septembre 2022 / — | Longueur — | Durée — | Nb. d’arrêts 6 | Matériel — | Jours de fonctionnement L, Ma, Me, J, V | Jour / Soir / Nuit / Fêtes O / N / N / N | Voy. / an — | Exploitant — |
| 103   | Desserte : Baho, Rivesaltes | | | | | | | | |
| 103   | Autre : | | | | | | | | |
| 103   | Dernière actualisation : — | | | | | | | | |
| 104   | Baixas / Stade / Cayrol / Templiers ⥋ Collège LE RIBERAL | Baixas / Stade / Cayrol / Templiers ⥋ Collège LE RIBERAL | Baixas / Stade / Cayrol / Templiers ⥋ Collège LE RIBERAL | Baixas / Stade / Cayrol / Templiers ⥋ Collège LE RIBERAL | Baixas / Stade / Cayrol / Templiers ⥋ Collège LE RIBERAL | Baixas / Stade / Cayrol / Templiers ⥋ Collège LE RIBERAL | Baixas / Stade / Cayrol / Templiers ⥋ Collège LE RIBERAL | Baixas / Stade / Cayrol / Templiers ⥋ Collège LE RIBERAL | Baixas / Stade / Cayrol / Templiers ⥋ Collège LE RIBERAL |
| 104   | Ouverture / Fermeture 1er septembre 2022 / — | Longueur — | Durée — | Nb. d’arrêts 6 | Matériel — | Jours de fonctionnement L, Ma, Me, J, V | Jour / Soir / Nuit / Fêtes O / N / N / N | Voy. / an — | Exploitant — |
| 104   | Desserte : Baixas, Rivesaltes | | | | | | | | |
| 104   | Autre : | | | | | | | | |
| 104   | Dernière actualisation : — | | | | | | | | |
| 105   | Baixas / Stade / Cayrol / Templiers ⥋ Collège LE RIBERAL | Baixas / Stade / Cayrol / Templiers ⥋ Collège LE RIBERAL | Baixas / Stade / Cayrol / Templiers ⥋ Collège LE RIBERAL | Baixas / Stade / Cayrol / Templiers ⥋ Collège LE RIBERAL | Baixas / Stade / Cayrol / Templiers ⥋ Collège LE RIBERAL | Baixas / Stade / Cayrol / Templiers ⥋ Collège LE RIBERAL | Baixas / Stade / Cayrol / Templiers ⥋ Collège LE RIBERAL | Baixas / Stade / Cayrol / Templiers ⥋ Collège LE RIBERAL | Baixas / Stade / Cayrol / Templiers ⥋ Collège LE RIBERAL |
| 105   | Ouverture / Fermeture 1er septembre 2022 / — | Longueur — | Durée — | Nb. d’arrêts 6 | Matériel — | Jours de fonctionnement L, Ma, Me, J, V | Jour / Soir / Nuit / Fêtes O / N / N / N | Voy. / an — | Exploitant — |
| 105   | Desserte : Baixas, Rivesaltes | | | | | | | | |
| 105   | Autre : | | | | | | | | |
| 105   | Dernière actualisation : — | | | | | | | | |
| 118   | Collège MAINTENON ⥋ Bois des Pins | Collège MAINTENON ⥋ Bois des Pins | Collège MAINTENON ⥋ Bois des Pins | Collège MAINTENON ⥋ Bois des Pins | Collège MAINTENON ⥋ Bois des Pins | Collège MAINTENON ⥋ Bois des Pins | Collège MAINTENON ⥋ Bois des Pins | Collège MAINTENON ⥋ Bois des Pins | Collège MAINTENON ⥋ Bois des Pins |
| 118   | Ouverture / Fermeture 1er septembre 2022 / — | Longueur — | Durée — | Nb. d’arrêts 2 | Matériel — | Jours de fonctionnement L, Ma, Me, J, V | Jour / Soir / Nuit / Fêtes O / N / N / N | Voy. / an — | Exploitant — |
| 118   | Desserte : Perpignan | | | | | | | | |
| 118   | Autre : | | | | | | | | |
| 118   | Dernière actualisation : — | | | | | | | | |
| 138   | Zone Artisanale / Evora / Le Christ / Baho ⥋ Collège LE RIBÉRAL                                                                                                  | Zone Artisanale / Evora / Le Christ / Baho ⥋ Collège LE RIBÉRAL                                                                                                  | Zone Artisanale / Evora / Le Christ / Baho ⥋ Collège LE RIBÉRAL                                                                                                  | Zone Artisanale / Evora / Le Christ / Baho ⥋ Collège LE RIBÉRAL                                                                                                  | Zone Artisanale / Evora / Le Christ / Baho ⥋ Collège LE RIBÉRAL                                                                                                  | Zone Artisanale / Evora / Le Christ / Baho ⥋ Collège LE RIBÉRAL                                                                                                  | Zone Artisanale / Evora / Le Christ / Baho ⥋ Collège LE RIBÉRAL                                                                                                  | Zone Artisanale / Evora / Le Christ / Baho ⥋ Collège LE RIBÉRAL                                                                                                  | Zone Artisanale / Evora / Le Christ / Baho ⥋ Collège LE RIBÉRAL                                                                                                  |
| 138   | Ouverture / Fermeture 1er septembre 2022 / — | Longueur — | Durée — | Nb. d’arrêts 6 | Matériel — | Jours de fonctionnement L, Ma, Me, J, V | Jour / Soir / Nuit / Fêtes O / N / N / N | Voy. / an — | Exploitant — |
| 138   | Desserte : Baho, Perpignan | | | | | | | | |
| 138   | Autre : | | | | | | | | |
| 138   | Dernière actualisation : — | | | | | | | | |
| 142   | Taillade / Evora / Le Christ / Baho ⥋ ST-LOUIS de GONZAGUE / MAILLOL                                                                                             | Taillade / Evora / Le Christ / Baho ⥋ ST-LOUIS de GONZAGUE / MAILLOL                                                                                             | Taillade / Evora / Le Christ / Baho ⥋ ST-LOUIS de GONZAGUE / MAILLOL                                                                                             | Taillade / Evora / Le Christ / Baho ⥋ ST-LOUIS de GONZAGUE / MAILLOL                                                                                             | Taillade / Evora / Le Christ / Baho ⥋ ST-LOUIS de GONZAGUE / MAILLOL                                                                                             | Taillade / Evora / Le Christ / Baho ⥋ ST-LOUIS de GONZAGUE / MAILLOL                                                                                             | Taillade / Evora / Le Christ / Baho ⥋ ST-LOUIS de GONZAGUE / MAILLOL                                                                                             | Taillade / Evora / Le Christ / Baho ⥋ ST-LOUIS de GONZAGUE / MAILLOL                                                                                             | Taillade / Evora / Le Christ / Baho ⥋ ST-LOUIS de GONZAGUE / MAILLOL                                                                                             |
| 142   | Ouverture / Fermeture 1er septembre 2022 / — | Longueur — | Durée — | Nb. d’arrêts 6 | Matériel — | Jours de fonctionnement Me | Jour / Soir / Nuit / Fêtes O / N / N / N | Voy. / an — | Exploitant — |
| 142   | Desserte : Baho, Perpignan | | | | | | | | |
| 142   | Autre : | | | | | | | | |
| 142   | Dernière actualisation : — | | | | | | | | |
| 147   | St-Gaudérique / Ht-Vernet ⥋ Collège LA BRESSOLA Le Soler | St-Gaudérique / Ht-Vernet ⥋ Collège LA BRESSOLA Le Soler | St-Gaudérique / Ht-Vernet ⥋ Collège LA BRESSOLA Le Soler | St-Gaudérique / Ht-Vernet ⥋ Collège LA BRESSOLA Le Soler | St-Gaudérique / Ht-Vernet ⥋ Collège LA BRESSOLA Le Soler | St-Gaudérique / Ht-Vernet ⥋ Collège LA BRESSOLA Le Soler | St-Gaudérique / Ht-Vernet ⥋ Collège LA BRESSOLA Le Soler | St-Gaudérique / Ht-Vernet ⥋ Collège LA BRESSOLA Le Soler | St-Gaudérique / Ht-Vernet ⥋ Collège LA BRESSOLA Le Soler |
| 147   | Ouverture / Fermeture 1er septembre 2022 / — | Longueur — | Durée — | Nb. d’arrêts 3 | Matériel — | Jours de fonctionnement L, Ma, Me, J, V | Jour / Soir / Nuit / Fêtes O / N / N / N | Voy. / an — | Exploitant — |
| 147   | Desserte : Perpignan, Le Soler | | | | | | | | |
| 147   | Autre : | | | | | | | | |
| 147   | Dernière actualisation : — | | | | | | | | |
| 154   | Gerhardt / Mas Bedos ⥋ Gare Routière Méditerranée | Gerhardt / Mas Bedos ⥋ Gare Routière Méditerranée | Gerhardt / Mas Bedos ⥋ Gare Routière Méditerranée | Gerhardt / Mas Bedos ⥋ Gare Routière Méditerranée | Gerhardt / Mas Bedos ⥋ Gare Routière Méditerranée | Gerhardt / Mas Bedos ⥋ Gare Routière Méditerranée | Gerhardt / Mas Bedos ⥋ Gare Routière Méditerranée | Gerhardt / Mas Bedos ⥋ Gare Routière Méditerranée | Gerhardt / Mas Bedos ⥋ Gare Routière Méditerranée |
| 154   | Ouverture / Fermeture 1er septembre 2022 / — | Longueur — | Durée 20 min | Nb. d’arrêts 3 | Matériel — | Jours de fonctionnement L, Ma, Me, J, V | Jour / Soir / Nuit / Fêtes O / N / N / N | Voy. / an — | Exploitant — |
| 154   | Desserte : Perpignan | | | | | | | | |
| 154   | Autre : | | | | | | | | |
| 154   | Dernière actualisation : — | | | | | | | | |
| 171   | Catalunya direct ⥋ Collège SÉVIGNÉ Perpignan | Catalunya direct ⥋ Collège SÉVIGNÉ Perpignan | Catalunya direct ⥋ Collège SÉVIGNÉ Perpignan | Catalunya direct ⥋ Collège SÉVIGNÉ Perpignan | Catalunya direct ⥋ Collège SÉVIGNÉ Perpignan | Catalunya direct ⥋ Collège SÉVIGNÉ Perpignan | Catalunya direct ⥋ Collège SÉVIGNÉ Perpignan | Catalunya direct ⥋ Collège SÉVIGNÉ Perpignan | Catalunya direct ⥋ Collège SÉVIGNÉ Perpignan |
| 171   | Ouverture / Fermeture 1er septembre 2022 / — | Longueur — | Durée — | Nb. d’arrêts 18 | Matériel — | Jours de fonctionnement L, Ma, Me, J, V | Jour / Soir / Nuit / Fêtes O / N / N / N | Voy. / an — | Exploitant — |
| 171   | Desserte : Perpignan | | | | | | | | |
| 171   | Autre : | | | | | | | | |
| 171   | Dernière actualisation : — | | | | | | | | |
| 172   | Pascot / Depéret direct ⥋ Collège SÉVIGNÉ Perpignan | Pascot / Depéret direct ⥋ Collège SÉVIGNÉ Perpignan | Pascot / Depéret direct ⥋ Collège SÉVIGNÉ Perpignan | Pascot / Depéret direct ⥋ Collège SÉVIGNÉ Perpignan | Pascot / Depéret direct ⥋ Collège SÉVIGNÉ Perpignan | Pascot / Depéret direct ⥋ Collège SÉVIGNÉ Perpignan | Pascot / Depéret direct ⥋ Collège SÉVIGNÉ Perpignan | Pascot / Depéret direct ⥋ Collège SÉVIGNÉ Perpignan | Pascot / Depéret direct ⥋ Collège SÉVIGNÉ Perpignan |
| 172   | Ouverture / Fermeture 1er septembre 2022 / — | Longueur — | Durée — | Nb. d’arrêts 3 | Matériel — | Jours de fonctionnement L, Ma, Me, J, V | Jour / Soir / Nuit / Fêtes O / N / N / N | Voy. / an — | Exploitant — |
| 172   | Desserte : Perpignan | | | | | | | | |
| 172   | Autre : | | | | | | | | |
| 172   | Dernière actualisation : — | | | | | | | | |
| 173   | Bois des Pins direct ⥋ Collège SÉVIGNÉ Perpignan | Bois des Pins direct ⥋ Collège SÉVIGNÉ Perpignan | Bois des Pins direct ⥋ Collège SÉVIGNÉ Perpignan | Bois des Pins direct ⥋ Collège SÉVIGNÉ Perpignan | Bois des Pins direct ⥋ Collège SÉVIGNÉ Perpignan | Bois des Pins direct ⥋ Collège SÉVIGNÉ Perpignan | Bois des Pins direct ⥋ Collège SÉVIGNÉ Perpignan | Bois des Pins direct ⥋ Collège SÉVIGNÉ Perpignan | Bois des Pins direct ⥋ Collège SÉVIGNÉ Perpignan |
| 173   | Ouverture / Fermeture 1er septembre 2022 / — | Longueur — | Durée — | Nb. d’arrêts 1 | Matériel — | Jours de fonctionnement L, Ma, Me, J, V | Jour / Soir / Nuit / Fêtes O / N / N / N | Voy. / an — | Exploitant — |
| 173   | Desserte : Perpignan | | | | | | | | |
| 173   | Autre : | | | | | | | | |
| 173   | Dernière actualisation : — | | | | | | | | |
| 175   | LEPA CFA SIMON / Baixas / Stade / Cayrol / Templiers ⥋ Templiers / Collège NOTRE DAME DES ANGES                                                                  | LEPA CFA SIMON / Baixas / Stade / Cayrol / Templiers ⥋ Templiers / Collège NOTRE DAME DES ANGES                                                                  | LEPA CFA SIMON / Baixas / Stade / Cayrol / Templiers ⥋ Templiers / Collège NOTRE DAME DES ANGES                                                                  | LEPA CFA SIMON / Baixas / Stade / Cayrol / Templiers ⥋ Templiers / Collège NOTRE DAME DES ANGES                                                                  | LEPA CFA SIMON / Baixas / Stade / Cayrol / Templiers ⥋ Templiers / Collège NOTRE DAME DES ANGES                                                                  | LEPA CFA SIMON / Baixas / Stade / Cayrol / Templiers ⥋ Templiers / Collège NOTRE DAME DES ANGES                                                                  | LEPA CFA SIMON / Baixas / Stade / Cayrol / Templiers ⥋ Templiers / Collège NOTRE DAME DES ANGES                                                                  | LEPA CFA SIMON / Baixas / Stade / Cayrol / Templiers ⥋ Templiers / Collège NOTRE DAME DES ANGES                                                                  | LEPA CFA SIMON / Baixas / Stade / Cayrol / Templiers ⥋ Templiers / Collège NOTRE DAME DES ANGES                                                                  |
| 175   | Ouverture / Fermeture 1er septembre 2022 / — | Longueur — | Durée — | Nb. d’arrêts 6 | Matériel — | Jours de fonctionnement L, Ma, Me, J, V | Jour / Soir / Nuit / Fêtes O / N / N / N | Voy. / an — | Exploitant — |
| 175   | Desserte : Baixas, Rivesaltes | | | | | | | | |
| 175   | Autre : | | | | | | | | |
| 175   | Dernière actualisation : — | | | | | | | | |
| 177   | Taillade / Evora / Le Christ / Baho ⥋ ST-LOUIS de GONZAGUE / MAILLOL                                                                                             | Taillade / Evora / Le Christ / Baho ⥋ ST-LOUIS de GONZAGUE / MAILLOL                                                                                             | Taillade / Evora / Le Christ / Baho ⥋ ST-LOUIS de GONZAGUE / MAILLOL                                                                                             | Taillade / Evora / Le Christ / Baho ⥋ ST-LOUIS de GONZAGUE / MAILLOL                                                                                             | Taillade / Evora / Le Christ / Baho ⥋ ST-LOUIS de GONZAGUE / MAILLOL                                                                                             | Taillade / Evora / Le Christ / Baho ⥋ ST-LOUIS de GONZAGUE / MAILLOL                                                                                             | Taillade / Evora / Le Christ / Baho ⥋ ST-LOUIS de GONZAGUE / MAILLOL                                                                                             | Taillade / Evora / Le Christ / Baho ⥋ ST-LOUIS de GONZAGUE / MAILLOL                                                                                             | Taillade / Evora / Le Christ / Baho ⥋ ST-LOUIS de GONZAGUE / MAILLOL                                                                                             |
| 177   | Ouverture / Fermeture 1er septembre 2022 / — | Longueur — | Durée — | Nb. d’arrêts 6 | Matériel — | Jours de fonctionnement Me | Jour / Soir / Nuit / Fêtes O / N / N / N | Voy. / an — | Exploitant — |
| 177   | Desserte : Baho, Perpignan | | | | | | | | |
| 177   | Autre : | | | | | | | | |
| 177   | Dernière actualisation : — | | | | | | | | |
| 194   | St-Louis de Gonzague / Collège PAGNOL / MAILLOL ⥋ Villa du Mas                                                                                                   | St-Louis de Gonzague / Collège PAGNOL / MAILLOL ⥋ Villa du Mas                                                                                                   | St-Louis de Gonzague / Collège PAGNOL / MAILLOL ⥋ Villa du Mas                                                                                                   | St-Louis de Gonzague / Collège PAGNOL / MAILLOL ⥋ Villa du Mas                                                                                                   | St-Louis de Gonzague / Collège PAGNOL / MAILLOL ⥋ Villa du Mas                                                                                                   | St-Louis de Gonzague / Collège PAGNOL / MAILLOL ⥋ Villa du Mas                                                                                                   | St-Louis de Gonzague / Collège PAGNOL / MAILLOL ⥋ Villa du Mas                                                                                                   | St-Louis de Gonzague / Collège PAGNOL / MAILLOL ⥋ Villa du Mas                                                                                                   | St-Louis de Gonzague / Collège PAGNOL / MAILLOL ⥋ Villa du Mas                                                                                                   |
| 194   | Ouverture / Fermeture 1er septembre 2022 / — | Longueur — | Durée — | Nb. d’arrêts 4 | Matériel — | Jours de fonctionnement L, Ma, Me, J, V | Jour / Soir / Nuit / Fêtes O / N / N / N | Voy. / an — | Exploitant — |
| 194   | Desserte : Perpignan | | | | | | | | |
| 194   | Autre : | | | | | | | | |
| 194   | Dernière actualisation : — | | | | | | | | |
| 211   | BON SECOURS / MARILLAC / ARAGO ⥋ Collège SÉVIGNÉ Perpignan | BON SECOURS / MARILLAC / ARAGO ⥋ Collège SÉVIGNÉ Perpignan | BON SECOURS / MARILLAC / ARAGO ⥋ Collège SÉVIGNÉ Perpignan | BON SECOURS / MARILLAC / ARAGO ⥋ Collège SÉVIGNÉ Perpignan | BON SECOURS / MARILLAC / ARAGO ⥋ Collège SÉVIGNÉ Perpignan | BON SECOURS / MARILLAC / ARAGO ⥋ Collège SÉVIGNÉ Perpignan | BON SECOURS / MARILLAC / ARAGO ⥋ Collège SÉVIGNÉ Perpignan | BON SECOURS / MARILLAC / ARAGO ⥋ Collège SÉVIGNÉ Perpignan | BON SECOURS / MARILLAC / ARAGO ⥋ Collège SÉVIGNÉ Perpignan |
| 211   | Ouverture / Fermeture 1er septembre 2022 / — | Longueur — | Durée — | Nb. d’arrêts 5 | Matériel — | Jours de fonctionnement L, Ma, Me, J, V | Jour / Soir / Nuit / Fêtes O / N / N / N | Voy. / an — | Exploitant — |
| 211   | Desserte : Perpignan | | | | | | | | |
| 211   | Autre : | | | | | | | | |
| 211   | Dernière actualisation : — | | | | | | | | |
| 218   | Ht-Vernet / St-Gaudérique ⥋ Collège LA BRESSOLA Canet en Roussillon                                                                                              | Ht-Vernet / St-Gaudérique ⥋ Collège LA BRESSOLA Canet en Roussillon                                                                                              | Ht-Vernet / St-Gaudérique ⥋ Collège LA BRESSOLA Canet en Roussillon                                                                                              | Ht-Vernet / St-Gaudérique ⥋ Collège LA BRESSOLA Canet en Roussillon                                                                                              | Ht-Vernet / St-Gaudérique ⥋ Collège LA BRESSOLA Canet en Roussillon                                                                                              | Ht-Vernet / St-Gaudérique ⥋ Collège LA BRESSOLA Canet en Roussillon                                                                                              | Ht-Vernet / St-Gaudérique ⥋ Collège LA BRESSOLA Canet en Roussillon                                                                                              | Ht-Vernet / St-Gaudérique ⥋ Collège LA BRESSOLA Canet en Roussillon                                                                                              | Ht-Vernet / St-Gaudérique ⥋ Collège LA BRESSOLA Canet en Roussillon                                                                                              |
| 218   | Ouverture / Fermeture 1er septembre 2022 / — | Longueur — | Durée — | Nb. d’arrêts 5 | Matériel — | Jours de fonctionnement L, Ma, Me, J, V | Jour / Soir / Nuit / Fêtes O / N / N / N | Voy. / an — | Exploitant — |
| 218   | Desserte : Perpignan, Canet en Roussillon | | | | | | | | |
| 218   | Autre : | | | | | | | | |
| 218   | Dernière actualisation : — ... | | | | | | | | |

## Exploitation

### Matériel roulant
Le réseau dispose de différents modèles de bus et d'autocars, dont des bus carrossés par des firmes espagnoles, tel que Noge, dont Sankéo est le seul réseau de France équipé de ces véhicules.

#### Bus articulés
| Constructeur | Modèle                         | Nombre | Période de mise en service | Numéros de parc | Affectations  | Exploitant                    | Observation                                |
| ------------ | ------------------------------ | ------ | -------------------------- | --------------- | ------------- | ----------------------------- | ------------------------------------------ |
| MAN          | Lion's City G                  | 5      | 05/2011 et 12/2013         | 01-05           | Lignes A et 3 | Keolis Perpignan Méditerranée |                                            |
| MAN          | Lion's City G BHNS             | 7      | 01/2013 et 12/2013         | 10-16           | Lignes A et 3 | Keolis Perpignan Méditerranée | Carénages de bus à haut niveau de service. |
| MAN          | Lion's City 18 EfficientHybrid | 4      | 06/2021                    | 17-20           | Lignes A et 3 | Keolis Perpignan Méditerranée |                                            |

#### Bus standards
| Constructeur | Modèle             | Nombre | Période de mise en service   | Numéros de parc       | Affectations                                                                              | Exploitant       | Observation                                                                                            |
| ------------ | ------------------ | ------ | ---------------------------- | --------------------- | ----------------------------------------------------------------------------------------- | ---------------- | --- |
| Noge         | Cittour 12         | 24     | 12/2002 à 04/2005            | 10 à 34               | Lignes scolaires et services scolaires des lignes B, C                                    | Keolis PM        | Carrossés sur un châssis MAN NL 263 F. 2e génération à partir du no 28. Numéros 21-30, 32-35 réformés. |
| Irisbus      | Citelis 12         | 14     | 01/2006 à 10/2007            | 53, 55, 57, 58, 60-66 | Lignes scolaires B et C et sur certains services B, C, 1, 2, 4, 5, 7, 8, 12A, 12b, 14, 15 | Keolis PM        | Numéros 54, 56, 59 réformés.                                                                           |
| Irisbus      | Crossway LE City   | 4      | 2008 et 2013                 | 67 à 70               | Lignes 4, 6, 9, 25                                                                        | Keolis Gep Vidal | Véhicules Low-Entry en aménagement urbain.                                                             |
| MAN          | Lion's City        | 3      | 07/2008 à 09/2010 et 12/2013 | 71, 72, 73            | Lignes 4, 6, 9, 25                                                                        | Keolis Gep Vidal | Véhicules Low-Entry en aménagement urbain.                                                             |
| MAN          | Lion's City        | 26     | 12/2013                      | 80 à 106              | Lignes A, B, C, 1, 2, 4, 5, 7, 8,12A, 12b, 14, 15                                         | Keolis PM        | |
| MAN          | Lion's City BHNS   | 6      | 12/2013                      | 120 à 126             | Lignes A, B, C, 1, 2, 4, 5, 7, 8,12A, 12b, 14, 15                                         | Keolis PM        | Carénages de bus à haut niveau de service.                                                             |
| MAN          | Lion's City hybrid | 17     | 03/2017 à 01/2019            | 170 à 175, 180 à 195  | Lignes A, B, C, 1, 2, 4, 5, 7, 8,12A, 12b, 14, 15                                         | Keolis PM        | Carénages de bus à haut niveau de service.                                                             |

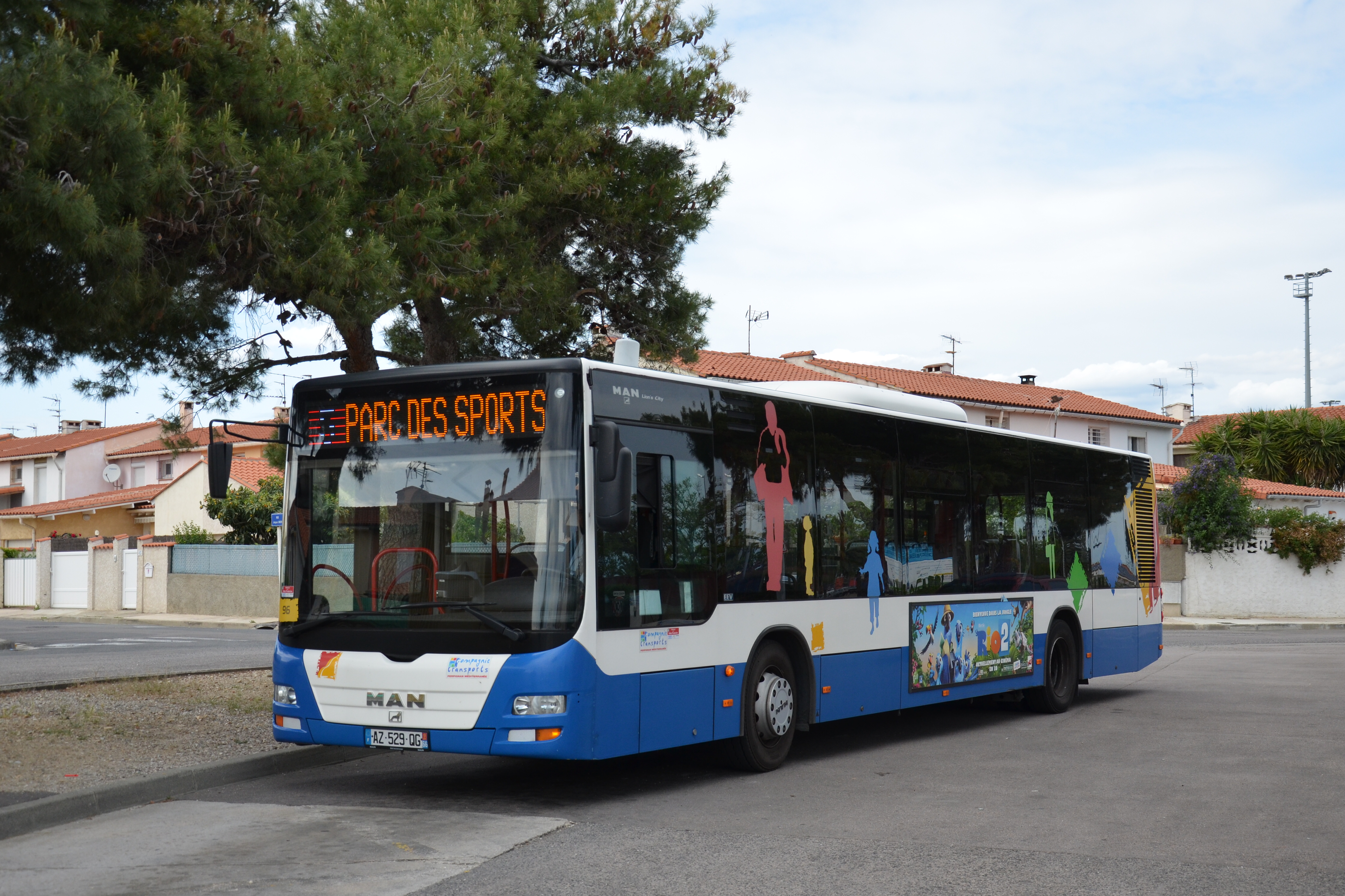
Un Man Lion's City, sur la ligne 5.

#### Midibus
| Constructeur    | Modèle    | Nombre | Période de mise en service | Numéros de parc | Affectations              | Exploitant       | Observation                    |
| --------------- | --------- | ------ | -------------------------- | --------------- | ------------------------- | ---------------- | ------------------------------ |
| CaetanoBus (pt) | City Midi | 4      | 05/2017                    | 176-179         | Ligne 13 (14 le dimanche) | Keolis PM        | Châssis de MAN Lion's City M   |
| Heuliez Bus     | GX 117 L  | 2      | 11/2005                    | 501, 505        | Lignes 25                 | Keolis Gep Vidal | Numéros 500, 502-504 réformés. |
| Heuliez Bus     | GX 127 L  | 2      | 10/2007                    | 506-507         | Lignes 25                 | Keolis Gep Vidal |                                |

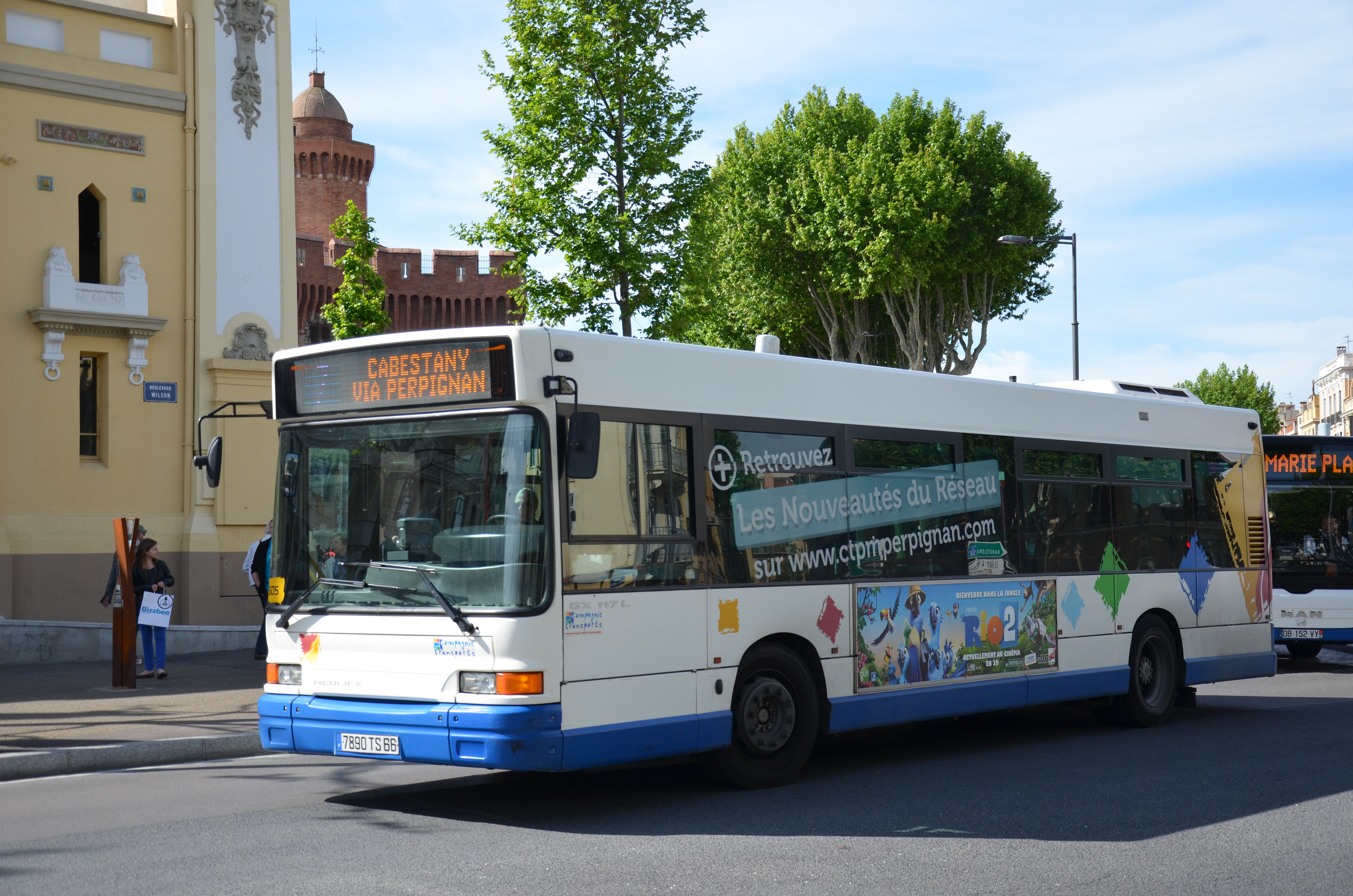
Un Heuliez GX 117 L sur la ligne 7.

#### Minibus
| Constructeur  | Modèle            | Nombre | Période de mise en service | Numéros de parc | Affectations              | Exploitant       | Observation                                                     |
| ------------- | ----------------- | ------ | -------------------------- | --------------- | ------------------------- | ---------------- | --------------------------------------------------------------- |
| Vehixel       | Cytios 4/39       | 1      | 08/2008                    | 150             | Lignes 13 et NCMI         |                  | Carrossés sur un châssis Iveco Daily, Numéros 151-153 réformés. |
| Vehixel       | M City            | 4      | 02/2015                    | 154-157         | Lignes Canet'On           | Évasion Catalane | Carrossés sur un châssis Renault Master III.                    |
| Mercedes-Benz | Sprinter Transfer | 3      | 2010                       | 743-745         | Lignes scolaires          |                  | Aménagement en minicar.                                         |
| Vehixel       | D City            | 4      | 2013                       | 762-765         | Transport Sur Réservation |                  | Carrossés sur un châssis Iveco Daily.                           |

#### Autocars
| Constructeur  | Modèle                       | Nombre | Période de mise en service | Numéros de parc | Affectations       | Exploitant       | Observation                                     |
| ------------- | ---------------------------- | ------ | -------------------------- | --------------- | ------------------ | ---------------- | ----------------------------------------------- |
| Mercedes-Benz | Intouro                      |        |                            |                 |                    | Keolis Gep Vidal |                                                 |
| Irisbus       | Crossway LE                  | 4      | 2008 et 2010               | 806 à 809       | Lignes 4, 6, 25    | Keolis Gep Vidal | Véhicules Low-Entry en aménagement interurbain. |
| Iveco Bus     | Crossway Natural Power       | 3      |                            | 1600-1602       |                    |                  | Véhicules au gaz naturel.                       |
| MAN           | Lion's City LE               | 1      | 10/2011 et 11/2012         | 810 à 814       | Lignes 4, 6, 25    | Keolis Gep Vidal | Véhicules Low-Entry en aménagement interurbain. |
| Setra         | S 416 LE Business            | 5      | 01/2017                    | 815-819         | Lignes 4, 6, 9, 25 | Keolis Gep Vidal | Véhicules Low-Entry.                            |
| Setra         | S 415 LE Business            | 2      | 10/2018                    | 820-826         | Lignes 4, 6, 9, 25 | Keolis Gep Vidal | Véhicules Low-Entry.                            |
| Mercedes-Benz | Mercedes Intouro M           | 9      | 08/2018                    | 850-858         | Lignes scolaires   | Keolis Gep Vidal |                                                 |
| Irisbus       | Crossway                     |        |                            |                 | Lignes scolaires   | Keolis Gep Vidal |                                                 |
| Mercedes-Benz | Mercedes Intouro « Écolier » |        |                            |                 | Lignes scolaires   | Keolis Gep Vidal |                                                 |

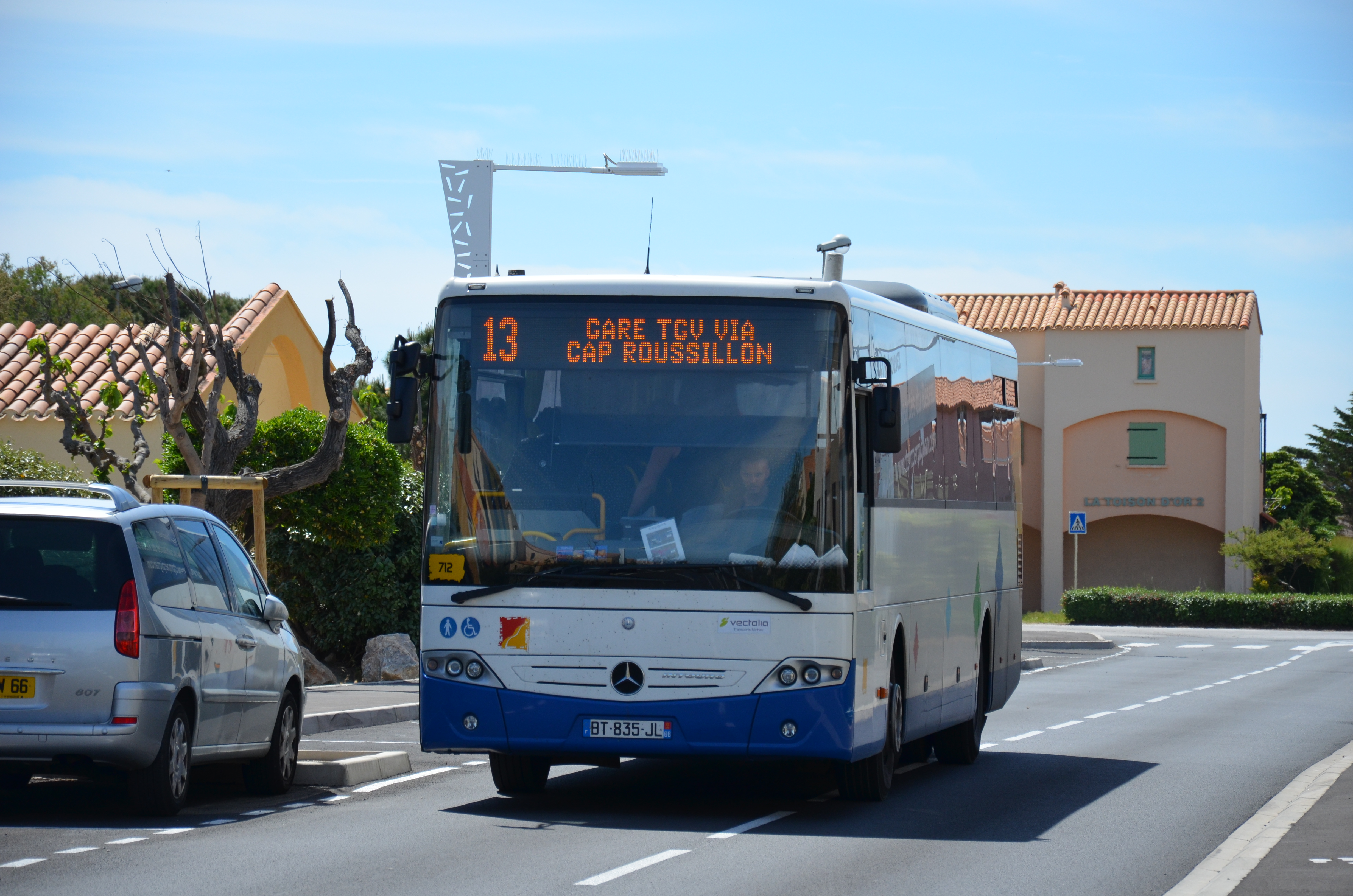
Un Mercedes Intouro de la ligne 13, au Barcarès.

### Dépôt
Les véhicules exploités par Keolis Perpignan Méditerranée sont remisés dans un dépôt situé dans les zones d'activités du nord de la ville, Chemin de la Poudrière, sur un site de 4,5 ha. Le dépôt a également pour mission d'assurer l'entretien préventif et curatif du matériel. L'entretien curatif ou correctif a lieu quand une panne ou un dysfonctionnement est signalé par un conducteur. Le dépôt est équipé pour assurer le remisage de 120 autobus, d'un atelier, d'une station de lavage équipées pour laver deux véhicules simultanément et de pompes à gazole. Enfin, le dépôt possède une cabine de peinture pouvant accueillir des véhicules articulés.
Le dépôt de bus est desservi par la ligne C à l'arrêt « Sankéo ». Le réseau possède aussi un centre de formation aux métiers du transport de voyageurs.
GEP VIDAL et les autres sous-traitants disposent de leurs propres dépôts.

### Chiffres-clés
Le réseau Sankéo dispose de :
- 9 240 000 kilomètres parcourus (2015)[34] ;
- 10 000 000 voyages (2015)[34] ;

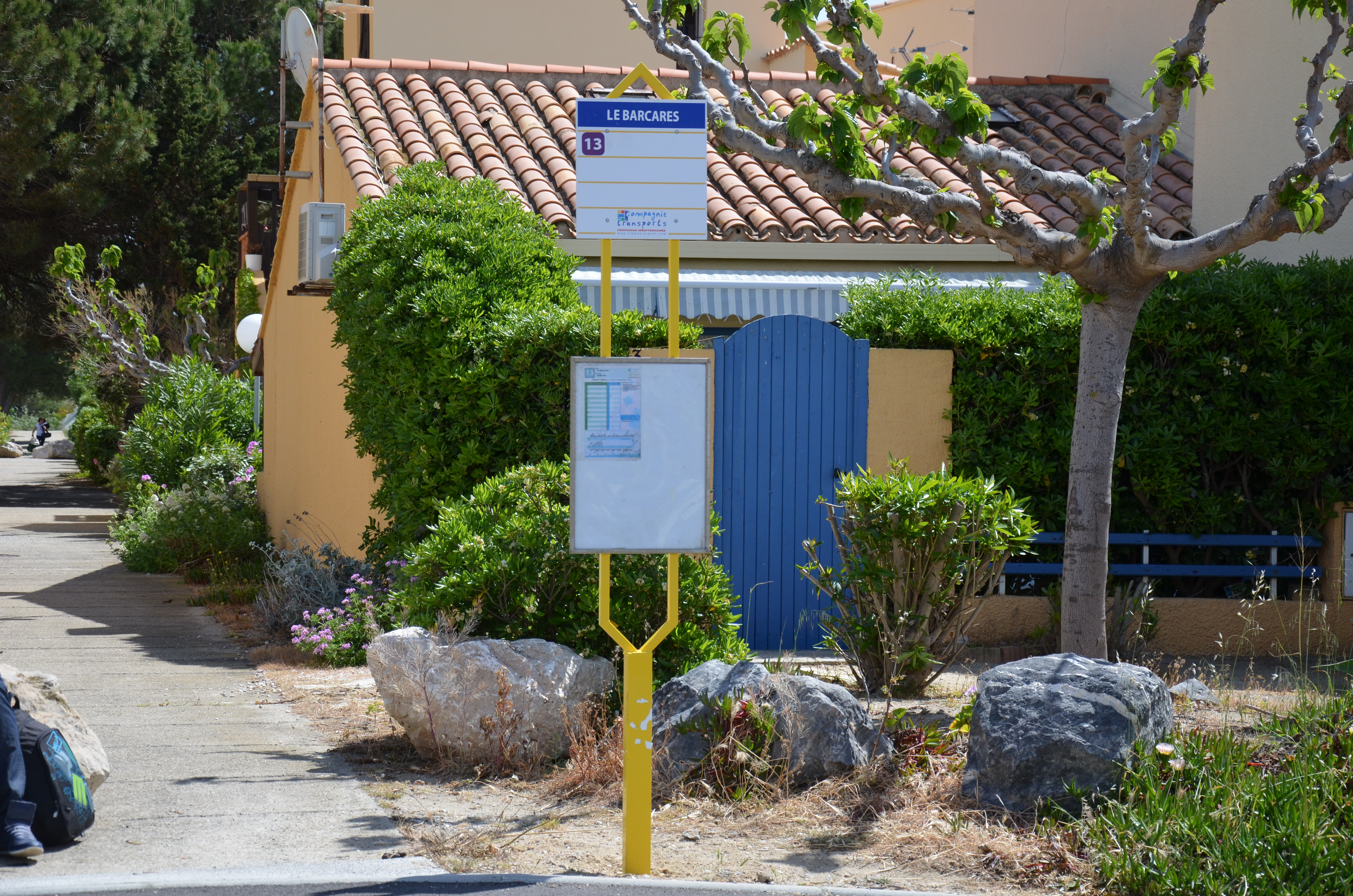
Un arrêt de bus CTPM, sur la commune du Barcarès.

- 38 voyages par an par habitant (218 000 habitants dans l’Agglomération)[Quand ?] ;
- 36 lignes régulières, environ 350 lignes à vocation scolaire[34] ;
- 930 arrêts de bus (dont 200 Abribus) répartis dans toute l’agglomération ;
- 36 communes desservies ;
- 220 salariés[34] ;
- 55 dépositaires ou revendeurs de titres dans toute l’agglomération[34] ;
- 240 véhicules[34] ;
- Une agence commerciale[34].

## Projets

### Couloirs de bus

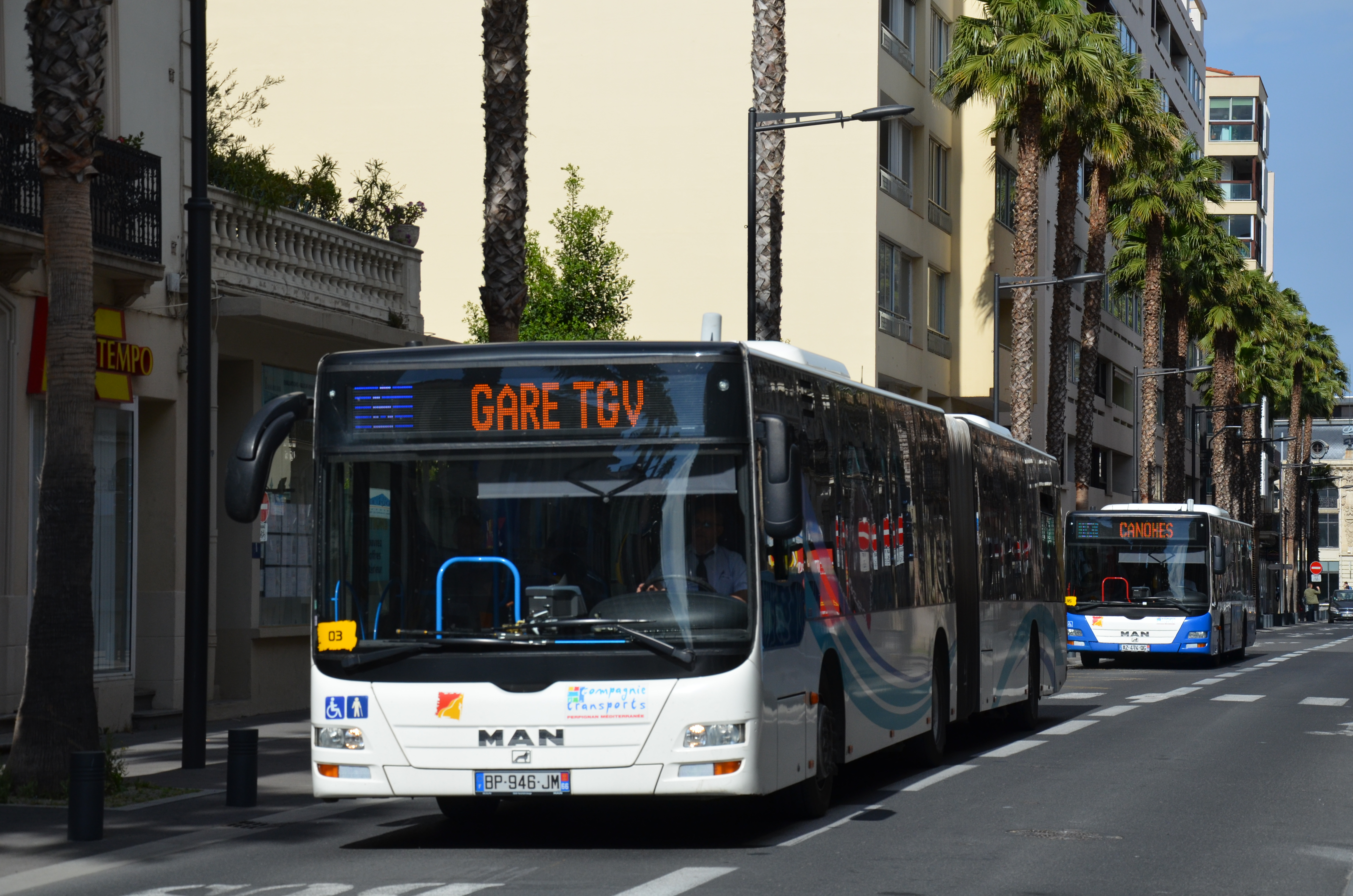
Des bus de la CTPM, sur le couloir bus de l'Avenue Général de Gaulle.

Il existe nombreux couloirs de bus dans la ville de Perpignan qui ont été réalisés par Perpignan Méditerranée :
- Quai Sadi-Carnot ;
- Quai François Battlo ;
- Pont du Maréchal Joffre ;
- Avenue d'Argèles sur Mer ;
- Place de la Victoire ;
- Place Jean Payra ;
- Rue de la république ;
- Rue du 4 septembre ;
- Boulevard Clemenceau ;
- Avenue Général de Gaulle ;
- Avenue du Languedoc ;
- Avenue du Maréchal Joffre ;
- D617 (Route de Saint Estève) ;
- Pont Alfred Sauvy ;
- Boulevard Saint Assiscle.
- Rue des coquelicots
- Rue cassin
- Avenue Paul Alduy
- Place de Catalogne
- Avenue de Grande-Bretagne
- Boulevard du Conflent

D'autres sont en projet :
- Avenue d'Espagne
- Route d'Elne ;
- Pénétrante Nord ;
- Boulevard Desnoyés ;
- Avenue Victor Dalbiez ;
- Boulevards de ceintures du centre-ville (Escarguel, Pyrénées, Mercader, Poincaré, Aristide Briand, Anatole France, Bourrat et Wilson) ;
- Rue Payra ;
- Avenue Julien Panchot ;
- Avenue Kennedy.

### Vers un retour du tramway?
Un collectif de cinq associations d'usagers et de défense de l'environnement ont proposé en janvier 2018 à Perpignan Méditerranée Métropole de créer une ligne de tramway moderne à Perpignan, ce que le vice-président de la communauté urbaine chargé de la mobilité, Daniel Mach, qualifie de « économiquement irréalisable [et que] la ville n'est pas assez grande » et conclut que « ce n'est pas à l'ordre du jour ».
En revanche, un projet de téléphérique urbain entre le nord et le sud de la ville fut annoncé en 2016 par l'agence de développement économique de la communauté urbaine de Perpignan Méditerranée Métropole et soutenu par la CCI de Perpignan pour une ligne de huit kilomètres qui serait mise en service à l'horizon 2023.

## Les parcs relais

### Mas Balande
Parc relais gratuit avec plus de 500 places au pied du Complexe Cinéma Movida Méga Castillet. Il se situe au Sud de Perpignan, direction Argelès-sur-Mer, ce parking est sous vidéosurveillance. La liaison de ce parc relais au centre-ville de Perpignan se fait avec la ligne 7 à l'arrêt Mas Balande.
Depuis le 1er janvier 2016, ce parc n'est plus considéré comme « Parc Relais ». De ce fait, il est toujours possible de garer sa voiture au Mas Balande et prendre le bus mais il n'est plus possible de profiter des tarifs spéciaux « P+R ».

### Parc des Expositions
Premier parc relais, mis en service en 2005 pour une capacité maximale de 80 véhicules, dont le stationnement est aussi gratuit. La liaison de ce parc relais au centre-ville de Perpignan se fait avec la ligne 5.

### Les Arcades
Réalisé également en 2005, ce parc relais se situe en face du centre commercial Mailloles, au Sud-Ouest de la ville de Perpignan et est également gratuit. La liaison au centre-ville se fait grâce à la ligne 6.

### Saint-Estève
Inauguré en février 2014, le parc relais de Saint-Estève est situé sur la route départementale 616, dit "giratoire des cinq ponts". Il s'agit d'un parking clôturé et surveillé de 65 places, de 160 places à terme. Un distributeur de titres de transports ainsi qu'un local à vélo pouvant accueillir 20 vélos sont également disponibles pour les usagers. Le parking est desservi par la ligne 14.